# Skoki narciarskie w Polsce
Skoki narciarskie w Polsce – dyscyplina sportowa, którą w Polsce organizuje Polski Związek Narciarski.
Historia skoków narciarskich na ziemiach polskich sięga początków XX wieku. Pod koniec 1919 powstał PZN, a w 1920 odbył się pierwszy konkurs o mistrzostwo Polski. W 1929, 1939 i 1962 w Zakopanem zorganizowano zawody w skokach w ramach mistrzostw świata w narciarstwie klasycznym. Konkursy Pucharu Świata organizowane są w Polsce od pierwszego sezonu tego cyklu (1979/1980), a nieprzerwanie od 2001/2002. Ponadto w Polsce odbywają się zawody Letniego Grand Prix, Pucharu Kontynentalnego i FIS Cup. Dwie największe polskie skocznie znajdują się w Zakopanem (Wielka Krokiew) i Wiśle (im. Adama Małysza).
Polscy sportowcy odnosili liczne sukcesy we wszystkich najważniejszych zawodach w skokach narciarskich. Na zimowych igrzyskach olimpijskich Polacy zdobyli 10 medali (9 indywidualnie i 1 drużynowo). Indywidualnymi mistrzami olimpijskimi byli: Wojciech Fortuna (1972) oraz Kamil Stoch (dwa tytuły w 2014 i jeden w 2018). Ponadto cztery medale zdobył Adam Małysz (srebrny i brązowy w 2002, dwa srebrne w 2010), a jeden Dawid Kubacki (brązowy w 2022). W 2018 reprezentacja Polski zdobyła brązowy medal olimpijski w konkursie drużynowym.
Na mistrzostwach świata polscy skoczkowie zdobyli 20 medali (16 indywidualnie i 4 drużynowo). Sześć medali indywidualnych zdobył Adam Małysz (złoty i srebrny w 2001, dwa złote w 2003, złoty w 2007 i brązowy w 2011), trzy Piotr Żyła (brązowy w 2017, złoty w 2021 i złoty w 2023), a  po dwa Kamil Stoch (złoty w 2013 i srebrny w 2019) oraz Dawid Kubacki (złoty w 2019 i brązowy w 2023). Ponadto indywidualnymi medalistami byli: Stanisław Marusarz (srebrny w 1938), Antoni Łaciak (srebrny w 1962) i Stanisław Gąsienica-Daniel (brązowy w 1970). W konkursach drużynowych MŚ reprezentacja Polski zdobyła jeden złoty medal (2017) i trzy brązowe (w 2013, 2015 i 2021).
Na mistrzostwach świata w lotach narciarskich polscy skoczkowie zdobyli 4 medale (2 indywidualnie i 2 drużynowo). Indywidualnymi medalistami byli: Piotr Fijas (brązowy w 1979) i Kamil Stoch (srebrny w 2018). W konkursach drużynowych reprezentacja Polski zdobyła dwa brązowe medale (w 2018 i 2020). 
Trzech Polaków wygrało dotychczas Turniej Czterech Skoczni – trzykrotnie dokonał tego Kamil Stoch (2016/2017, 2017/2018 i 2020/2021), a po jednym zwycięstwie mają Adam Małysz (2000/2001) oraz Dawid Kubacki (2019/2020). Ponadto Małysz wygrał trzy edycje Turnieju Nordyckiego (2001, 2003 i 2007), a Stoch dwie edycje Raw Air (2018 i 2020). 
Dwóch polskich skoczków zdobyło Kryształową Kulę za zwycięstwo w Pucharze Świata – czterokrotnie dokonał tego Adam Małysz (w sezonach 2000/2001, 2001/2002, 2002/2003 i 2006/2007), a dwukrotnie Kamil Stoch (w sezonach 2013/2014 i 2017/2018). Ponadto na podium klasyfikacji generalnej PŚ stał jeszcze Stanisław Bobak. W Pucharze Świata polscy skoczkowie odnieśli 99 zwycięstw w konkursach indywidualnych i 8 w drużynowych. Sześciu zawodników zwyciężało w więcej niż jednym konkursie – Adam Małysz (39), Kamil Stoch (39), Dawid Kubacki (11), Piotr Fijas (3), Piotr Żyła (2) i Maciej Kot (2). Reprezentacja Polski była cztery razy na podium klasyfikacji generalnej Pucharu Narodów, w tym dwukrotnie na 1. miejscu (w sezonach 2016/2017 i 2018/2019).
Czterech polskich skoczków ustanowiło lub wyrównało rekord świata w długości skoku narciarskiego. Byli to: Bronisław Czech (79,5 m w 1931), Stanisław Marusarz (95 m w 1935), Piotr Fijas (194 m w 1987) i Adam Małysz (225 m w 2003 – wyrównany rekord). Aktualnym rekordzistą Polski w długości skoku narciarskiego jest Kamil Stoch, który w 2017 skoczył 251,5 metra w Planicy.

## Historia skoków w Polsce (mężczyźni)

### Początki

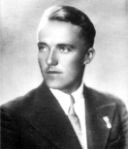
Bronisław Czech

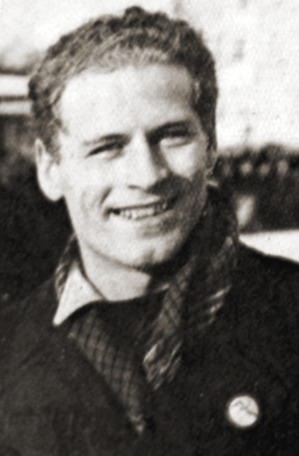
Stanisław Marusarz

Pierwszy konkurs skoków narciarskich na ziemiach polskich zorganizowano w 1907 r. w lwowskim Parku Kilińskiego. Kolejne zawody tej dyscypliny odbyły się 19 stycznia 1908 na skoczni na Kiczerce w Sławsku (dziś w granicach Ukrainy) z inicjatywy sekcji narciarskiej Czarnych Lwów. To jednocześnie najwcześniej rozegrany konkurs na ziemiach polskich, którego znane są częściowe wyniki – zwyciężył Leszek Pawłowski. Po 1910 r. na ziemiach polskich zbudowano kilka skoczni – m.in. we Lwowie i na Kalatówkach. W tym okresie największe sukcesy wśród Polaków odnosił Jan Jarzyna (m.in. zwycięstwo w zawodach w Austrii w 1913 r.).
26 grudnia 1919 w Zakopanem utworzono Polski Związek Narciarski (PZN). W 1920 r. na skoczni na Antałówce zorganizowano premierowe mistrzostwa Polski w skokach narciarskich, a pierwszymi medalistami zostali: Leszek Pawłowski (złoto), Franciszek Bujak (srebro) i Roman Łuszczyński (brąz).

### 1921–1931
W 1921 otwarto w Zakopanem skocznię narciarską w dolinie Jaworzynce. Przyczyniło się to do rozpowszechnienia skoków w mieście. W tym samym roku na nowej skoczni rozegrano drugi konkurs o mistrzostwo Polski. Zawody wygrał Aleksander Rozmus. Skocznia w Jaworzynce była przez kilka lat najważniejszym obiektem narciarskim w Polsce. W 1925 otwarto Wielką Krokiew w Zakopanem, która od tej pory stała główną skocznią narciarską w Polsce.
W 1924 odbyły się I Zimowe Igrzyska Olimpijskie w Chamonix. W skokach narciarskich Polskę reprezentował Andrzej Krzeptowski, który zajął 21. miejsce. Podczas Zimowych Igrzysk Olimpijskich 1928 w Sankt Moritz, w skokach wystąpiło trzech Polaków – Rozmus (25.), Krzeptowski (27.) oraz Bronisław Czech (37.).
W 1929 w Zakopanem rozegrano Mistrzostwa Świata w Narciarstwie Klasycznym. W skokach wystąpiło jedenastu Polaków, a najlepszym z nich był Bronisław Czech (10. miejsce).

### 1931–1939

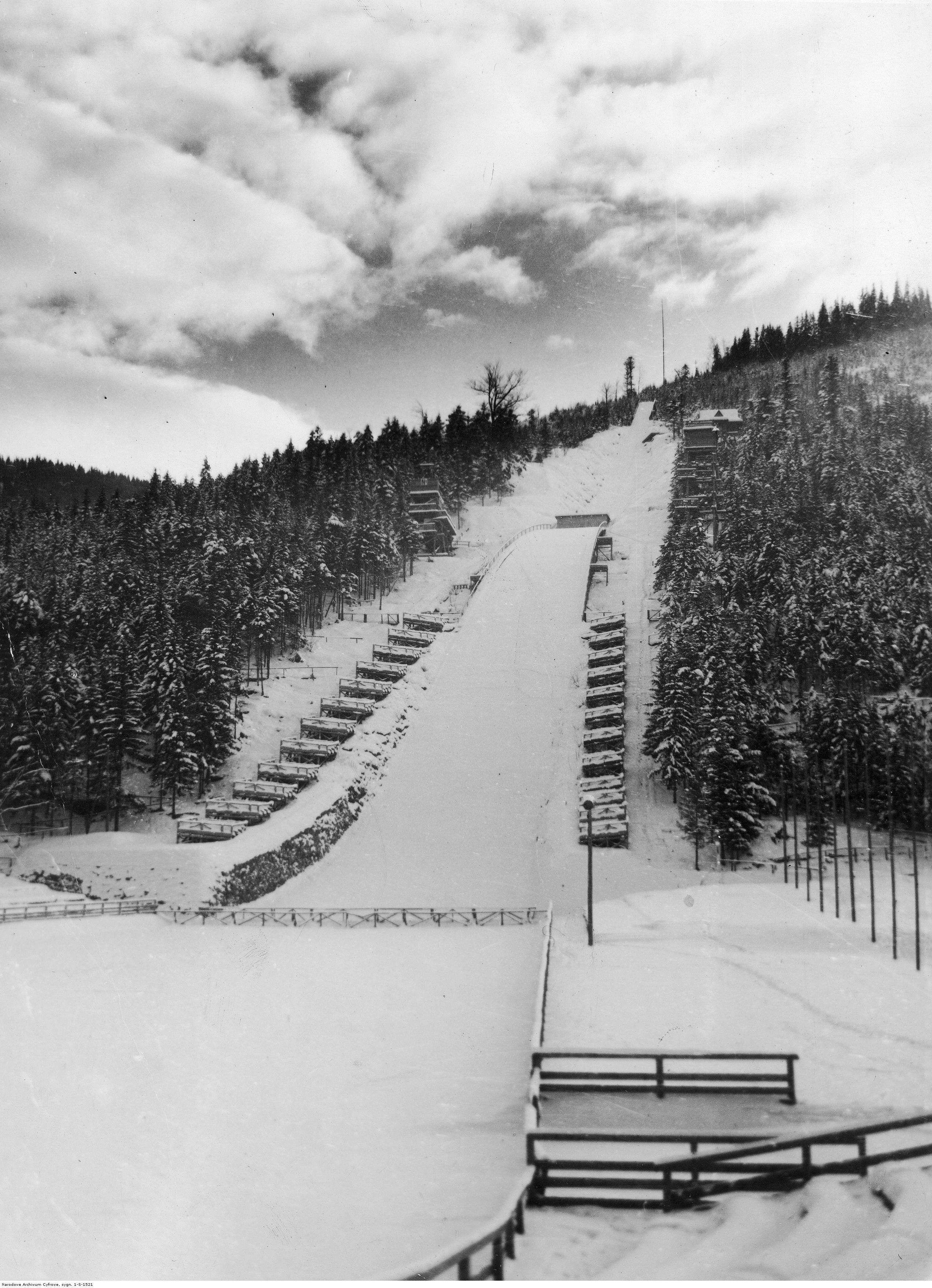
Wielka Krokiew w Zakopanem – otwarta w 1925. Zdjęcie z końca lat 30. XX wieku

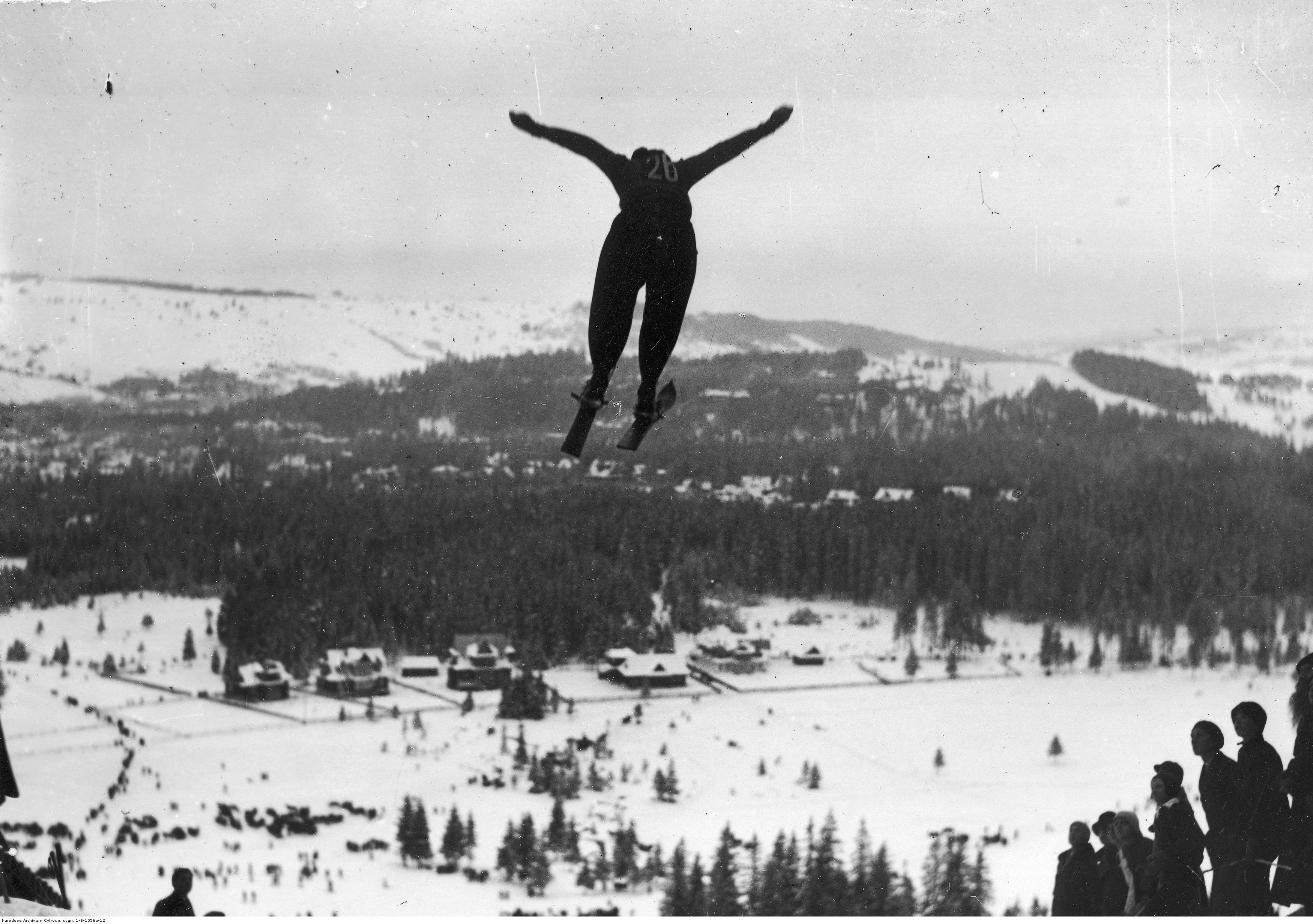
Konkurs skoków narciarskich o mistrzostwo Podhala. Zakopane, rok 1939

Na okres ten przypada kariera Stanisława Marusarza, który oprócz skoków narciarskich startował też w zawodach kombinacji norweskiej i narciarstwa alpejskiego. W 1932 Marusarz po raz pierwszy zwyciężył w mistrzostwach Polski. W tym samym roku wystąpił w Zimowych Igrzyskach Olimpijskich 1932 w Lake Placid, gdzie zajął 17. miejsce. Bronisław Czech był tam 12. W kolejnych latach Marusarz był najlepszym polskim skoczkiem. Do 1939 zdobył jeszcze 5 tytułów mistrza Polski. Na Mistrzostwach Świata 1934 zajął 21. miejsce, a podczas Mistrzostw Świata 1935 był 4. Rok później odbyły się Zimowe Igrzyska Olimpijskie 1936 w Garmisch-Partenkirchen. Marusarz zajął tam 5. miejsce. Na Mistrzostwach Świata 1937 był dwunasty.
Podczas Mistrzostw Świata 1938 w Lahti Marusarz odniósł największy sukces w karierze – zdobył srebrny medal. W czasie konkursu oddał dwa najdłuższe skoki zawodów. Po drugim skoku Polaka doszło do sporu wśród sędziów. Norweski sędzia orzekł, że Marusarz skoczył 67 m – o pół metra mniej niż odległość, jaką przyznał sędzia z Finlandii. Kontrowersje wzbudził fakt, że w przypadku uznania wersji Fina, Marusarz zdobyłby złoty medal. W przeciwnym razie tytuł miał otrzymać Norweg Asbjoern Ruud. Ostatecznie to Norwega ogłoszono mistrzem. Marusarz zdobył srebrny medal i nagrodę za najdłuższy skok w konkursie. Sukces na mistrzostwach zapewnił Marusarzowi zwycięstwo w Plebiscycie Przeglądu Sportowego 1938.
Mistrzostwa Świata 1939 ponownie odbyły się w Zakopanem. W konkursie skoków wzięło udział dwunastu polskich zawodników. Ostatnie wielkie zawody przed wojną wygrał Austriak Sepp Bradl, a Marusarz był piąty.

### 1946–1961

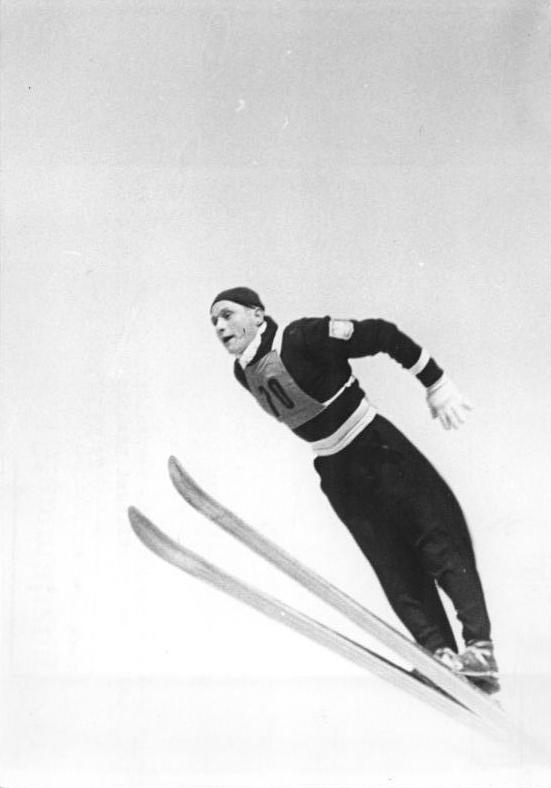
Antoni Wieczorek w 1954

Podczas II wojny światowej nie odbywały się żadne zawody. Infrastruktura sportowa była zniszczona, a skocznie zdemolowane. W 1946 zmodernizowano skocznię w Karpaczu (według wytycznych Stanisława Marusarza).
Marusarz, który podczas wojny należał do ruchu oporu, w 1945 powrócił do skoków i już rok później zdobył mistrzostwo Polski, zachowując jeszcze na kilka lat prymat w krajowych skokach. Podczas Zimowych Igrzysk Olimpijskich 1948 i 1952 zajmował 27. miejsca. Najlepszym z Polaków na Igrzyskach w Oslo był Antoni Wieczorek (24. miejsce). W 1952 Marusarz zdobył ostatnie mistrzostwo Polski w swej karierze, a w 1956 był przedskoczkiem na Zimowych Igrzyskach Olimpijskich 1956. Najlepszy wynik wśród Polaków osiągnął Władysław Tajner (16. miejsce).
W latach 1956–1958 Tajner został trzy razy z rzędu mistrzem Polski. Podczas 5. Turnieju Czterech Skoczni Tajner zajął w klasyfikacji końcowej 9. miejsce. Tym samym stał się pierwszym Polakiem w pierwszej dziesiątce TCS w historii.
Przed Zimowymi Igrzyskami Olimpijskimi 1960 najlepszym polskim skoczkiem był Zdzisław Hryniewiecki. W 1959 zdobył mistrzostwo Polski, zwyciężył w Memoriale Bronisława Czecha i Heleny Marusarzówny oraz ustanowił rekord Polski w długości skoku narciarskiego na skoczni Kulm (116 m). W 1960 pokonał światową czołówkę w zawodach w Oberwiesenthal i wygrał jeden z konkursów o Puchar Beskidów 1960. 28 stycznia 1960 podczas treningu na skoczni w Wiśle, Hryniewiecki źle wybił się z progu, upadł i złamał kręgosłup. Wypadek zakończył jego karierę sportową. W rezultacie na igrzyskach wystąpił tylko Władysław Tajner, który zajął 31. miejsce. Zawody olimpijskie wygrał Helmut Recknagel, który następnie podarował złoty medal Hryniewieckiemu.

### 1962–1971

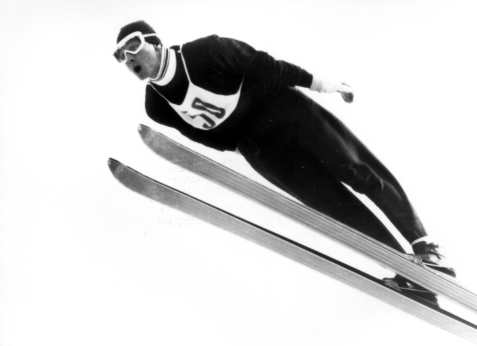
Andrzej Sztolf

Rok 1962 był ważny nie tylko dla polskich, ale i światowych skoków. Mistrzostwa Świata 1962 odbyły się po raz trzeci w Zakopanem, a zawodnicy po raz pierwszy w historii rywalizowali na dwóch skoczniach – dużej i średniej (dziś normalnej). Faworytem Polaków był Piotr Wala, który w tym samym roku zdobył podwójne mistrzostwo Polski. Na MŚ najlepiej skakał jednak Antoni Łaciak. Na Średniej Krokwi zdobył tytuł wicemistrza świata. W trzeciej serii oddał najdłuższy skok konkursu (tyle samo, co Niemiec Helmut Recknagel, który był ostatecznie za Polakiem, ponieważ skakał gorzej w dwóch poprzednich próbach). Zwyciężył Norweg Toralf Engan. Na Wielkiej Krokwi Łaciak zajął 6. miejsce.
W 1962 sukces odniósł także Antoni Wieczorek (nie startował w zakopiańskich MŚ z powodu kontuzji), zajmując 5. miejsce w 10. Turnieju Czterech Skoczni. Sukces Wieczorka rozpoczął dobry okres dla Polaków w niemiecko-austriackim turnieju. W 11. Turnieju Czterech Skoczni 7. miejsce zajął Łaciak. Było to ostatnie większe osiągnięcie tego zawodnika.
W 1964 najlepszym polskim skoczkiem został Józef Przybyła – zdobył podwójne mistrzostwo Polski, a także zaliczył udany występ na Zimowych Igrzyskach Olimpijskich 1964 (9. i 18. miejsce) oraz na 12. Turnieju Czterech Skoczni – był siódmy. Przybyła miał szansę wygrać Turniej. Był szósty w Oberstdorfie, a w Garmisch-Partenkirchen i w Innsbrucku zajmował miejsca na podium. Upadek w ostatnim konkursie pozbawił go miejsca na podium w końcowej klasyfikacji. W kolejnych Turniejach Polacy zajmowali miejsca w czołowej „10”. W 13. Turnieju Czterech Skoczni Przybyła był 5., w 14. Turnieju Czterech Skoczni 10. miejsce zajął Piotr Wala, a w 15. Turnieju Czterech Skoczni do pierwszej dziesiątki wrócił Przybyła (9. miejsce).
W latach 1964–1966 sukcesy odnosił Andrzej Sztolf. Najpierw zdobył brązowy medal na Zimowej Uniwersjadzie 1964, w 1965 został podwójnym mistrzem Polski, a rok później wywalczył srebro na Zimowej Uniwersjadzie 1966.
Podczas Mistrzostw Świata 1966 w Oslo, na skoczni średniej 7. miejsce zajął Ryszard Witke. Dwa lata później Witke, mistrz Polski z 1963, zajął 10. miejsce w 16. Turnieju Czterech Skoczni. Podczas Zimowych Igrzysk Olimpijskich 1968 w Grenoble najlepszy wynik wśród Polaków osiągnął Przybyła (14. i 27. miejsce).
W 1970 największy sukces w karierze osiągnął Stanisław Gąsienica-Daniel. Podczas Mistrzostw Świata 1970 w Szczyrbskim Jeziorze w konkursie na dużej skoczni po pierwszej serii był dziewiąty, ale udany drugi skok pozwolił mu awansować do strefy medalowej. Po pierwszej serii prowadził Tadeusz Pawlusiak, który jednak podparł swój drugi skok, przez co stracił szansę na medal i zajął miejsce 34. Ta sytuacja pozwoliła na zdobycie brązowego medalu przez Gąsienicę-Daniela. Był to trzeci medal MŚ w skokach narciarskich zdobyty przez polskiego zawodnika. W konkursie na średniej skoczni Gąsienica-Daniel był 33., a Pawlusiak, piąty po pierwszej serii, ostatecznie zajął 12. miejsce.
W 1971 Pawlusiak zajął 7. miejsce w 19. Turnieju Czterech Skoczni.

### 1972–1988

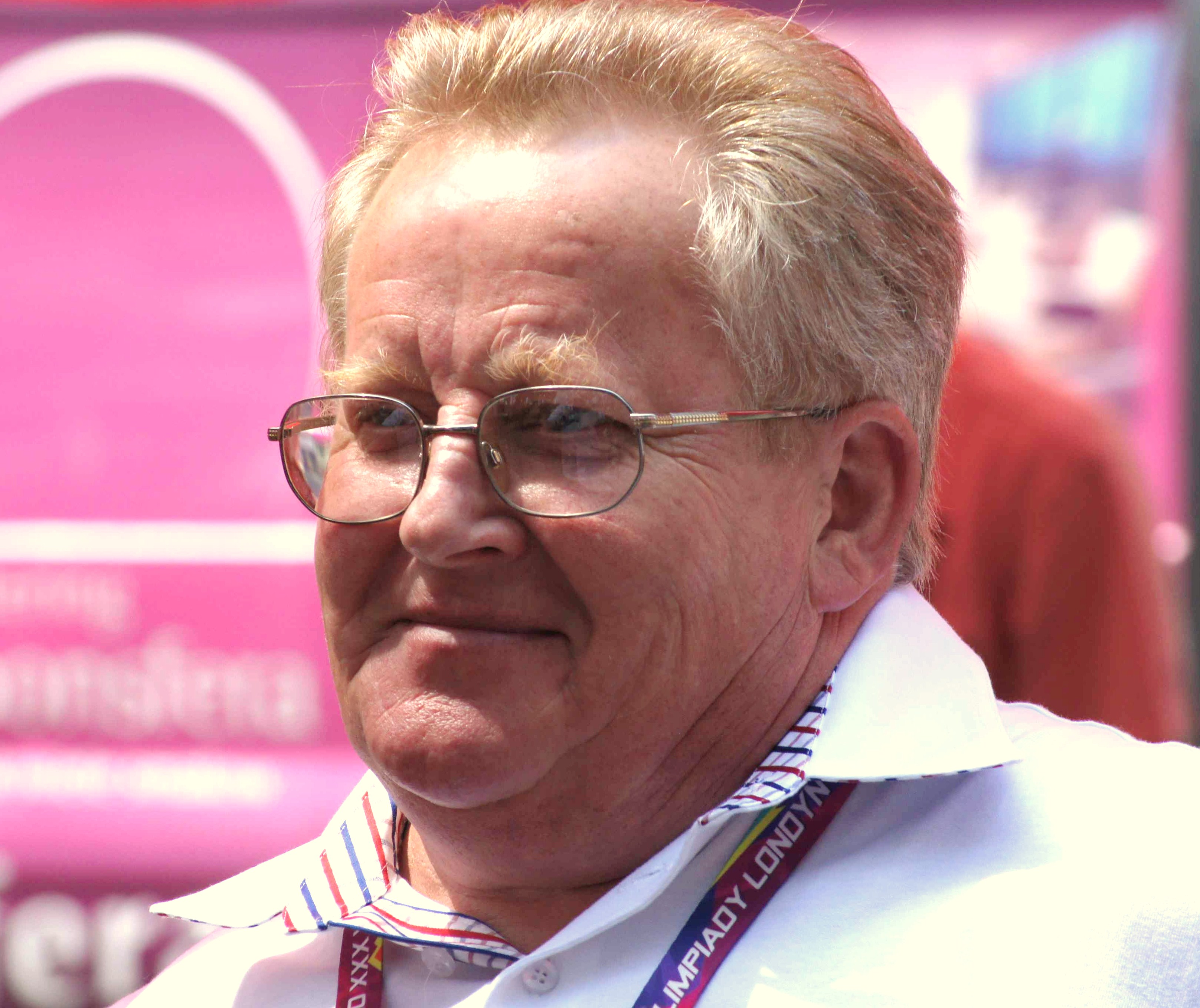
Wojciech Fortuna w 2011

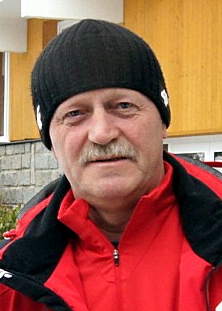
Piotr Fijas w 2011

W 1972 miał miejsce jeden z najważniejszych momentów w historii polskiego sportu – olimpijskie złoto zdobył Wojciech Fortuna. Początkowo nie planowano wyjazdu Fortuny na Zimowe Igrzyska Olimpijskie 1972 do Sapporo. W składzie znalazł się dzień przed wylotem. Na skoczni średniej Fortuna zajął 6. miejsce (choć po pierwszej serii był czwarty). W konkursie na skoczni dużej Fortuna osiągnął 111 metrów, dzięki czemu prowadził po I serii. Skok ten przeszedł do historii polskiego sportu. W drugiej serii Fortuna skoczył zaledwie 87,5 metra, ale to wystarczyło, by utrzymać pierwsze miejsce. Polak wyprzedził o 0,1 pkt. drugiego zawodnika – Szwajcara Waltera Steinera. Tym samym Fortuna został pierwszym Polakiem, który zdobył złoty medal olimpijski na igrzyskach zimowych. Zgodnie z ówczesnymi zasadami, mistrz olimpijski w skokach zostawał też mistrzem świata. Po powrocie z igrzysk Fortuna zwyciężył w mistrzostwach Polski.
W 1974 pierwsze sukcesy osiągnął Stanisław Bobak. Zajął 5. miejsce w 23. Turnieju Czterech Skoczni oraz 6. miejsce w 24. Turnieju Czterech Skoczni. Podczas Zimowych Igrzysk Olimpijskich 1976 w Innsbrucku Bobak zajął odległe miejsca (28. i 37.).
W 1979 Polacy wzięli udział w Mistrzostwach Świata w Lotach Narciarskich 1979. Piotr Fijas zajął tam 3. miejsce i został pierwszym polskim medalistą MŚ w lotach. Fijas w tym samym sezonie zajął 10. miejsce w 27. Turnieju Czterech Skoczni.
Sezon 1979/1980 był pierwszym, w którym rozegrano zawody Pucharu Świata. Dwa konkursy odbyły się w Zakopanem. Pierwszy z nich wygrał Bobak, a drugi Fijas. W klasyfikacji końcowej PŚ Bobak zajął 3. miejsce, a prócz zakopiańskiego zwycięstwa, na podium stawał jeszcze w 3 konkursach. Fijas odniósł dwa zwycięstwa w PŚ (Zakopane i Saint-Nizier), a w klasyfikacji generalnej zajął 16. miejsce. Podczas Zimowych Igrzysk Olimpijskich 1980 Bobak był 10. i 22., a Fijas 47. i 14. Fijas zajął też 8. miejsce w 28. Turnieju Czterech Skoczni.
W sezonie 1980/1981 Bobak nie osiągał znaczących sukcesów. Po sezonie zakończył karierę z powodu choroby kręgosłupa. W latach 1974–1981 zdobył osiem tytułów mistrza Polski.
W kilku następnych sezonach najlepsze wyniki wśród Polaków uzyskiwał Fijas. Na Zimowych Igrzyskach Olimpijskich 1984 był 7. oraz 17. Podczas 33. i 34. Turnieju Czterech Skoczni zajmował 7. miejsce. Zajął także 10. miejsce na Mistrzostwach Świata w Lotach Narciarskich 1986. W latach 1980–1987 Fijas był dziesięć razy na podium w konkursach PŚ. Trzecie i ostatnie pucharowe zwycięstwo odniósł 12 stycznia 1986 w Libercu.
15 marca 1987 Fijas odniósł jeden z większych sukcesów w karierze – został nieoficjalnym rekordzistą świata w długości skoku narciarskiego (194 metry w Planicy). Rekord ten został pobity dopiero w 1994 przez Martina Höllwartha (196 metrów).
Ostatnie duże zawody Fijasa to Mistrzostwa Świata 1987 (12. i 33. miejsce) i Zimowe Igrzyska Olimpijskie 1988 (10. oraz 13. miejsce.). Po zakończeniu olimpijskiego sezonu Fijas skończył karierę skoczka.

### 1989–2000

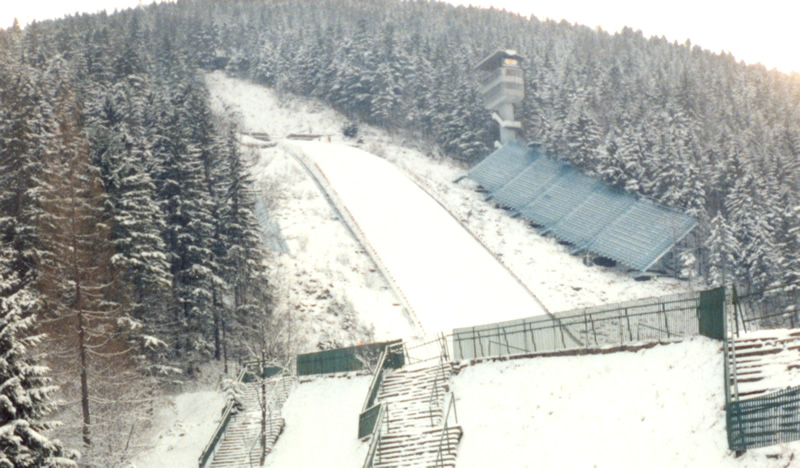
Wielka Krokiew w Zakopanem (zdjęcie z lat 90. XX wieku)

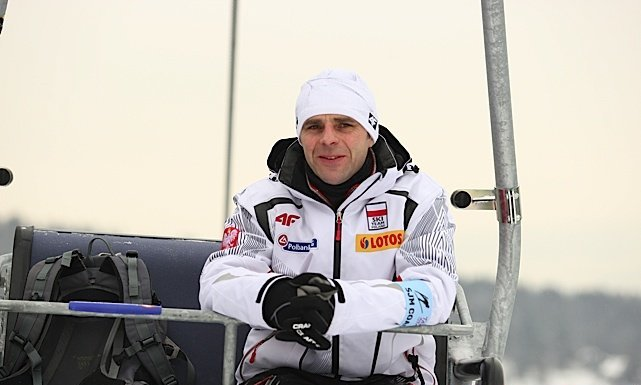
Robert Mateja (zdjęcie z 2011)

Na przełomie lat 80. i 90. XX wieku Polacy sporadycznie punktowali w Pucharze Świata, a na igrzyskach olimpijskich i mistrzostwach świata zajmowali niskie miejsca. W tym czasie pogorszyła się też infrastruktura – wiele skoczni narciarskich zaczęło niszczeć. Jedynymi sukcesami były medale zdobyte na uniwersjadach. W 1989 srebro na Zimowej Uniwersjadzie 1989 zdobył Jarosław Mądry. W 1993 odbyła się Zimowa Uniwersjada w Zakopanem. Polacy wywalczyli tam dwa medale. Indywidualnie srebrny medal zdobył Bartłomiej Gąsienica-Sieczka, a drużyna (w składzie: Marek Tucznio, Jarosław Mądry, Stanisław Ustupski i Bartłomiej Gąsienica-Sieczka) zdobyła brąz.
Podczas Zimowych Igrzysk Olimpijskich 1992 jedynym reprezentantem Polski w skokach narciarskich był Zbigniew Klimowski – zajął 49. miejsce w konkursie na dużej skoczni. Na Zimowych Igrzyskach Olimpijskich 1994 jedynym polskim skoczkiem był Wojciech Skupień. Zajął miejsca 29. i 31.
W 1993 trenerem reprezentacji Polski został czeski szkoleniowiec Pavel Mikeska. To on wprowadził do reprezentacji Adama Małysza, który w 1994 zdobył swoje pierwsze mistrzostwo Polski. Podczas Mistrzostw Świata 1995 Małysz zajął 10. i 11. miejsce. W 1996 wygrał swoje pierwsze zawody PŚ (w Oslo), a w klasyfikacji końcowej zajął 7. miejsce. W sezonie 1996/1997 Małysz był 10. i wygrał dwa konkursy (w Sapporo i Hakubie).
W tym samym sezonie dobry występ na Mistrzostwach Świata 1997 odnotował Robert Mateja. Podczas konkursu na skoczni K-90 zajmował po pierwszej serii miejsce 14. W drugiej serii oddał bardzo daleki skok i przegrał rywalizację o medal różnicą not za styl (wylądował bez telemarku). Ostatecznie zajął 5. miejsce. Sukcesy odnosił też Łukasz Kruczek, który zdobył złote medale na Zimowej Uniwersjadzie 1997 i 1999.
W sezonie 1997/1998 odbyły się Zimowe Igrzyska Olimpijskie 1998. Reprezentacja Polski po raz pierwszy wzięła udział w konkursie drużynowym (8. miejsce). Indywidualnie najlepszym polskim zawodnikiem był Skupień, który na dużej skoczni zajął 11. miejsce. Dla Małysza był to najsłabszy okres w karierze. Na igrzyskach zajął 51. i 52. miejsce, a w Pucharze Świata był 57. Po sezonie olimpijskim Małysz był bliski zakończenia kariery skoczka. W kolejnych latach zajmował w Pucharze Świata miejsca 46. (sezon 1998/1999) i 28. (sezon 1999/2000).
W 1999 Pavel Mikeska odszedł ze stanowiska trenera reprezentacji Polski. Pełniącym obowiązki trenera został na kilka miesięcy Piotr Fijas. W tym samym roku stanowisko objął Apoloniusz Tajner, a Fijas został jego asystentem.

### 2001–2011
Sezon 2000/2001

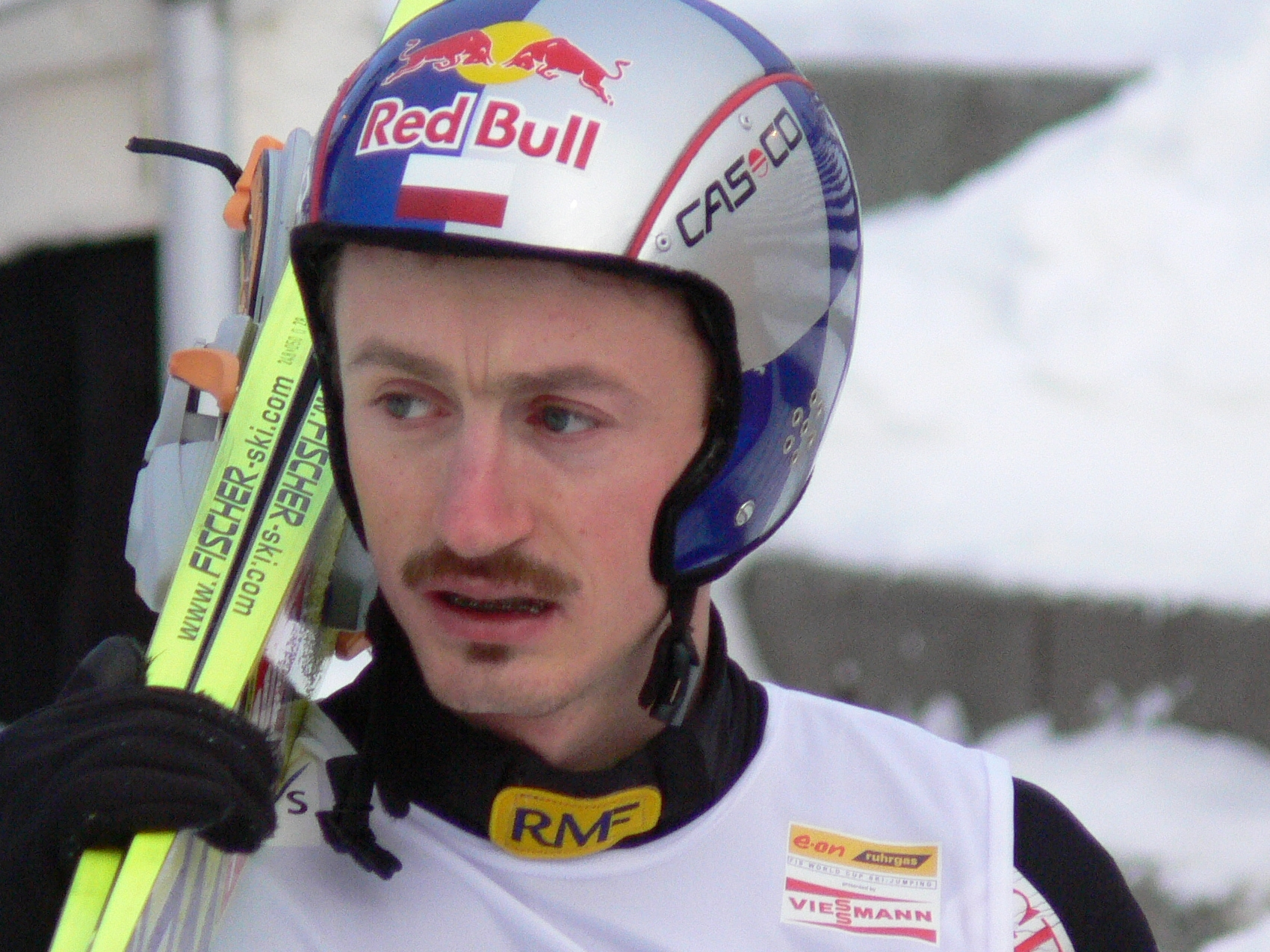
Adam Małysz

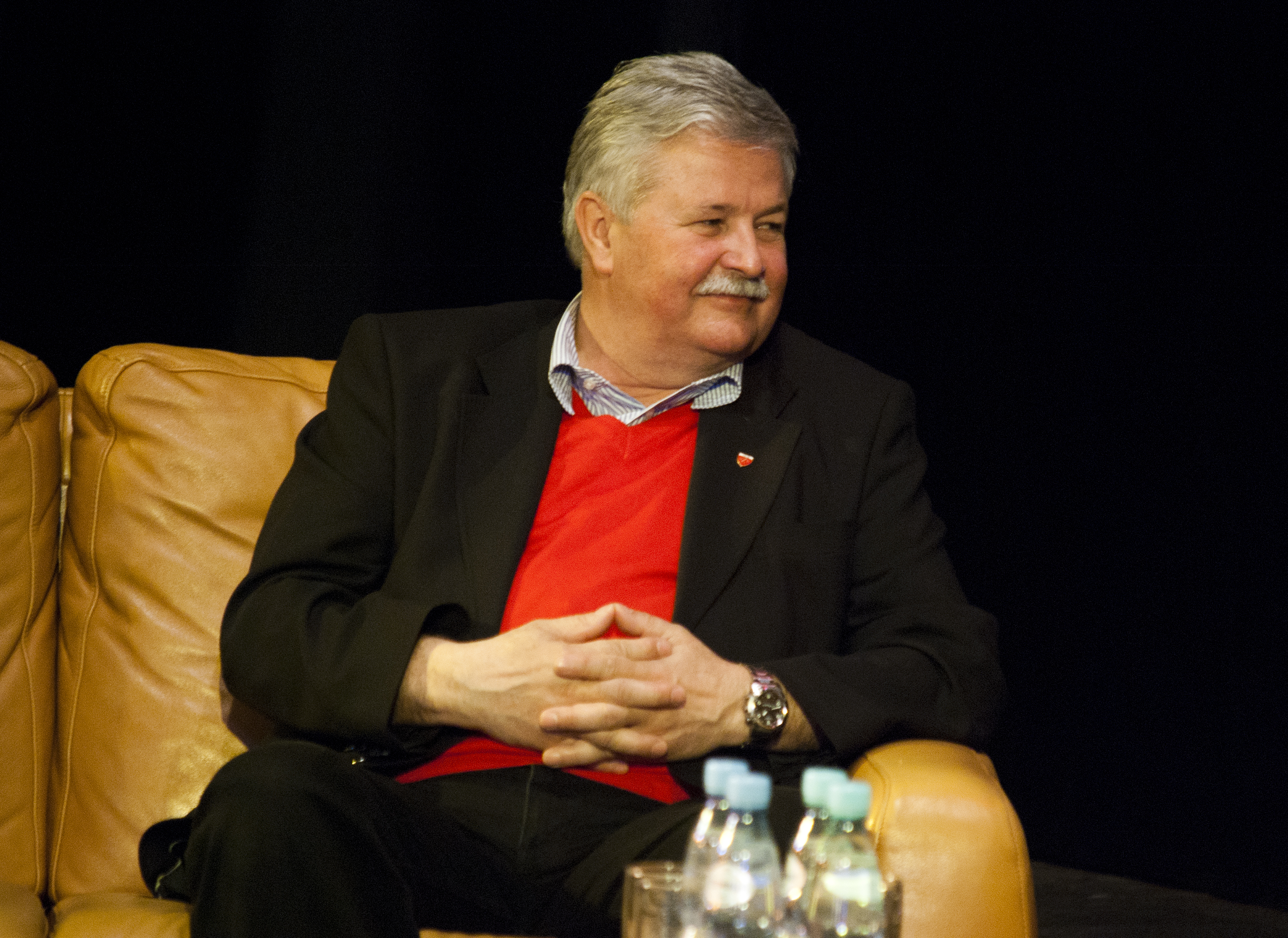
Apoloniusz Tajner – trener reprezentacji skoczków (1999–2004), a później prezes PZN (2006–2022)

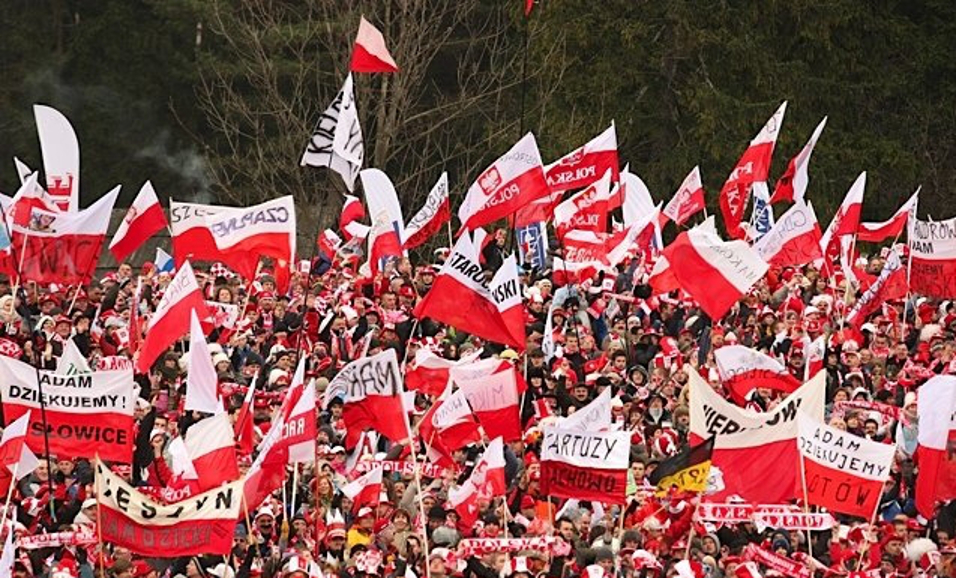
Polscy kibice w Zakopanem

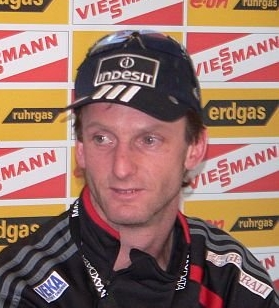
Heinz Kuttin – w latach 2004–2006 trener reprezentacji skoczków

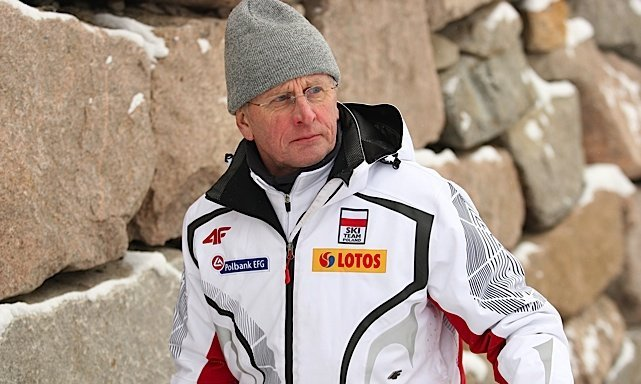
Hannu Lepistö – w latach 2006–2008 trener reprezentacji skoczków, a w latach 2009–2011 indywidualny trener Adama Małysza

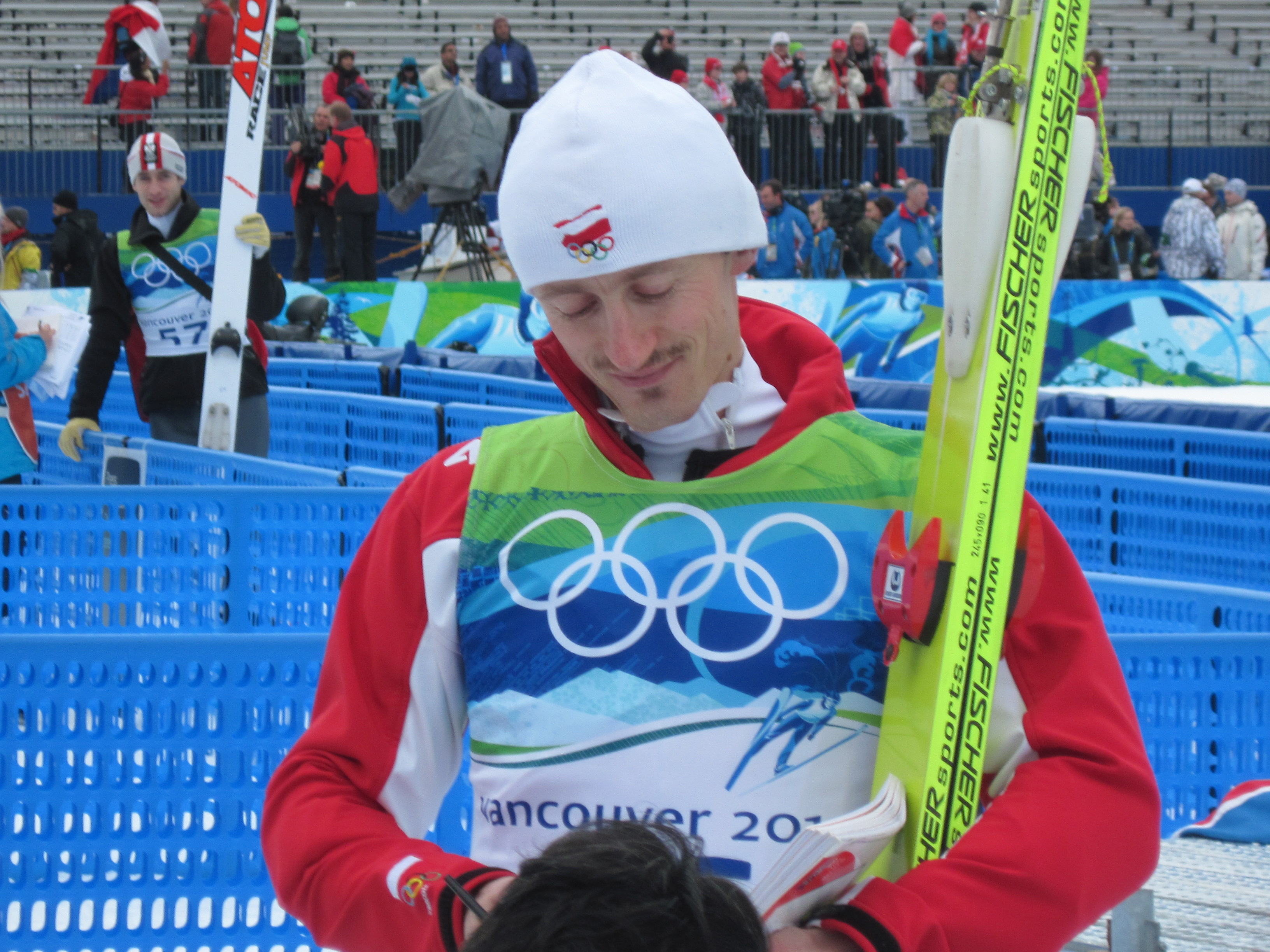
Małysz podczas Igrzysk w Vancouver (2010)

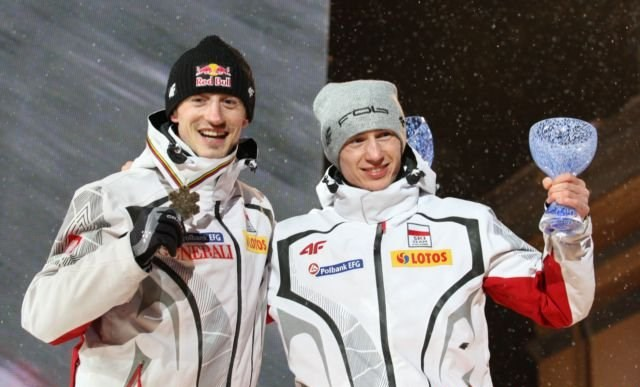
Adam Małysz i Kamil Stoch po MŚ 2011

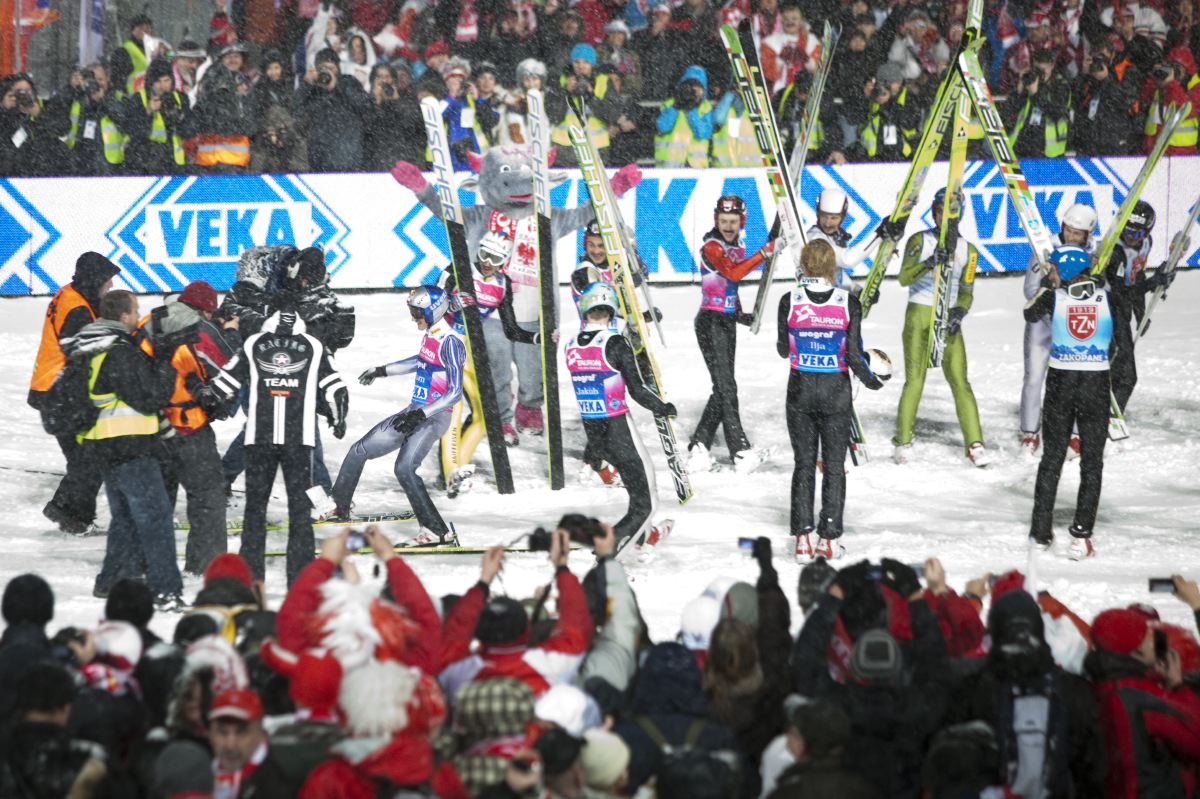
Małysz po oddaniu ostatniego skoku w karierze

W sezonie 2000/2001 Adam Małysz zwyciężył w 49. Turnieju Czterech Skoczni, uzyskując rekordową przewagę ponad 100 punktów nad drugim w klasyfikacji Janne Ahonenem. Podczas Mistrzostw Świata 2001 w Lahti Małysz zdobył srebrny medal na dużej skoczni i złoty na normalnej. Małysz wygrał także Turniej Nordycki 2001. W trakcie całego sezonu zwyciężył w 11 konkursach PŚ (w Innsbrucku, Bischofshofen, dwukrotnie w Harrachovie, w Park City, dwukrotnie w Sapporo, w Willingen, Falun, Trondheim i Oslo), czym wyrównał ówczesny rekord Martina Schmitta. Został też pierwszym Polakiem, który zdobył Kryształową Kulę za zwycięstwo w PŚ.
W tym samym sezonie w Zakopanem odbyła się Zimowa Uniwersjada 2001. Łukasz Kruczek zdobył złote medale na obu skoczniach. Latem 2001 roku Małysz został pierwszym polskim skoczkiem, który wygrał Letnie Grand Prix.
Sezon 2001/2002
W sezonie 2001/2002 Małysz zajął 4. miejsce w 50. Turnieju Czterech Skoczni, a następnie zdobył dwa medale na Zimowych Igrzyskach Olimpijskich 2002 w Salt Lake City – srebrny na dużej skoczni i brązowy na normalnej. W obu konkursach zwyciężył Simon Ammann. Małysz zajął też 2. miejsce w Turnieju Nordyckim 2002, a w trakcie całego sezonu odniósł 7 zwycięstw w PŚ (w Kuopio, Titisee-Neustadt, Villach, Engelbergu, dwukrotnie w Predazzo i raz w Zakopanem). Dzięki temu obronił Kryształową Kulę.
Sezon 2002/2003
W sezonie 2002/2003 Małysz zajął 3. miejsce w 51. Turnieju Czterech Skoczni, a podczas Mistrzostw Świata 2003 w Val di Fiemme zdobył dwa złote medale, bijąc rekordy na obu skoczniach. Był to czwarty przypadek w historii i pierwszy od 1974, gdy jeden zawodnik zdobył podwójne mistrzostwo świata. Wcześniej dokonali tego Bjørn Wirkola (1966), Garij Napałkow (1970) i Hans-Georg Aschenbach (1974). Małysz zwyciężył także w Turnieju Nordyckim 2003, a w Planicy wyrównał ówczesny rekord świata w długości skoku (225 metrów). W całym sezonie Małysz wygrał trzy konkursy PŚ (w Oslo i dwukrotnie w Lahti) i został pierwszym skoczkiem w historii, który zdobył trzy Kryształowe Kule z rzędu.
Podczas Zimowej Uniwersjady 2003 Polacy zdobyli dwa brązowe medale. Indywidualnym medalistą został Krystian Długopolski, a drugi medal zdobyła drużyna w składzie: Łukasz Kruczek, Krystian Długopolski i Grzegorz Śliwka.
Sezon 2003/2004
Sezon 2003/2004, w porównaniu z trzema wcześniejszymi, był mniej udany dla Adama Małysza. W 52. Turnieju Czterech Skoczni zajął 15. miejsce, w Mistrzostwach Świata w Lotach Narciarskich 2004 był 11., a sezon Pucharu Świata zakończył na 12. miejscu.
Podczas Mistrzostw Świata Juniorów 2004 pierwszy złoty medal dla Polski zdobył Mateusz Rutkowski. Drużyna juniorów w składzie Rutkowski, Stoch, Hula i Kowal wywalczyła srebro, przegrywając jedynie z Austrią.
Po sezonie Apoloniusz Tajner zrezygnował ze stanowiska trenera polskiej reprezentacji. Jego miejsce zajął Heinz Kuttin.
Latem Małysz wygrał Letnie Grand Prix w skokach narciarskich 2004.
Sezon 2004/2005
W sezonie 2004/2005 Małysz zajął 4. miejsce w 53. Turnieju Czterech Skoczni, a podczas Mistrzostw Świata 2005 w Oberstdorfie był 6. i 11. W całym sezonie zwyciężył w czterech konkursach PŚ (w Harrachovie, Tauplitz i dwukrotnie w Zakopanem) i zajął 4. miejsce w klasyfikacji generalnej PŚ.
Na Mistrzostwach Świata Juniorów 2005 polska drużyna obroniła srebrny medal sprzed roku.
Podczas Zimowej Uniwersjady 2005 Polacy (w składzie: Krystian Długopolski, Grzegorz Sobczyk, Rafał Śliż i Marcin Bachleda) zdobyli srebrny medal w konkursie drużynowym.
Sezon 2005/2006
Sezon 2005/2006 Małysz ukończył na 9. miejscu w PŚ, a podczas Zimowych Igrzysk Olimpijskich 2006 w Turynie zajął miejsca 7. oraz 14. W całym sezonie Małysz odniósł jedno zwycięstwo w PŚ (w Oslo).
Po sezonie ze stanowiska trenera reprezentacji polskich skoczków odszedł Heinz Kuttin. Jego miejsce zajął Hannu Lepistö.
Latem Małysz wygrał Letnie Grand Prix w skokach narciarskich 2006. Było to trzecie zwycięstwo Polaka w sezonie letnim.
Sezon 2006/2007
W sezonie 2006/2007 Adam Małysz zajął 7. miejsce w 55. Turnieju Czterech Skoczni, a podczas Mistrzostw Świata 2007 w Sapporo zdobył swój czwarty złoty medal (na normalnej skoczni). Na skoczni dużej zajął 4. miejsce. Po raz trzeci w karierze zwyciężył też w Turnieju Nordyckim (zob. Turniej Nordycki 2007). W całym sezonie Małysz wygrał 9 konkursów PŚ (w Oberstdorfie, dwukrotnie w Titisee-Neustadt, w Lahti, Kuopio, Oslo i trzykrotnie w Planicy), dzięki czemu zdobył czwartą w karierze Kryształową Kulę.
Latem Małysz zajął 2. miejsce w Letnim Grand Prix w skokach narciarskich 2007.
Sezon 2007/2008
W sezonie 2007/2008 Małysz zajął 4. miejsce w 56. Turnieju Czterech Skoczni i 9. miejsce podczas Mistrzostw Świata w Lotach Narciarskich 2008. W Pucharze Świata Małysz zajął 12. miejsce.
Podczas Mistrzostw Świata Juniorów 2008 polska drużyna w składzie Krzysztof Miętus, Dawid Kowal, Maciej Kot, Łukasz Rutkowski zdobyła brązowy medal.
W marcu 2008 nowym trenerem reprezentacji polskich skoczków został Łukasz Kruczek. Jednocześnie w latach 2009–2011 Hannu Lepistö pozostawał indywidualnym trenerem Adama Małysza.
Sezon 2008/2009
W sezonie 2008/2009 Małysz zajął 13. miejsce w klasyfikacji generalnej Pucharu Świata i po raz pierwszy od dwóch sezonów stanął na podium w zawodach PŚ (łącznie trzykrotnie). Podczas Mistrzostw Świata 2009 w Libercu Małysz był 22. i 12. Czwarte miejsce w konkursie na normalnej skoczni zajął Kamil Stoch.
Na Mistrzostwach Świata Juniorów 2009 srebro zdobył Maciej Kot, a drużyna (w składzie Maciej Kot, Jakub Kot, Grzegorz Miętus i Andrzej Zapotoczny) obroniła brązowy medal sprzed roku.
Podczas Zimowej Uniwersjady 2009 srebrny medal zdobył Marcin Bachleda.
Latem Małysz zajął 3. miejsce w Letnim Grand Prix w skokach narciarskich 2009.
Sezon 2009/2010
W sezonie 2009/2010 Małysz zajął 9. miejsce w 58. Turnieju Czterech Skoczni i. 2. miejsce w Turnieju Nordyckim 2010. Na początku roku 2010 odbyły się Zimowe Igrzyska Olimpijskie 2010 w Vancouver. Małysz zdobył tam dwa srebrne medale. W obydwu konkursach przegrał z Simonem Ammanem. Podczas Mistrzostw Świata w Lotach Narciarskich 2010 w Planicy Małysz zajął 4. miejsce (najwyższe w swojej karierze). Czwarte miejsce zajęła też polska drużyna. W klasyfikacji generalnej PŚ Małysz był 5. W tym sezonie nie odniósł zwycięstw w PŚ, ale sześciokrotnie zajmował miejsca na podium.
Latem trzech polskich reprezentantów znalazło się w czołowej piątce Letniego Grand Prix w skokach narciarskich 2010 – Stoch (2.), Małysz (3.) i Kubacki (5.).
Sezon 2010/2011
W sezonie 2010/2011 Małysz zajął 6. miejsce w 59. Turnieju Czterech Skoczni, a podczas Mistrzostw Świata 2011 w Oslo zdobył brązowy medal na skoczni normalnej. 13 lutego 2011 roku w Vikersund Małysz poprawił swój rekord życiowy i jednocześnie rekord Polski – uzyskał odległość 230,5 metra. W całym sezonie był dziewięć razy na podium w zawodach PŚ (w tym jedno zwycięstwo w Zakopanem) i zajął 3. miejsce w klasyfikacji generalnej Pucharu Świata.
20 marca 2011 roku Małysz zajął 3. miejsce w swoim ostatnim konkursie PŚ (w Planicy). W tych samych zawodach wygrał Kamil Stoch, co było jego trzecim zwycięstwem w tym sezonie (wcześniej w Zakopanem i Klingenthal). Polska reprezentacja uplasowała się na trzeciej pozycji w Pucharze Narodów 2010/2011.
26 marca 2011 roku odbył się benefis Adama Małysza, w czasie którego Małysz oddał swój ostatni skok.
Podczas Zimowej Uniwersjady 2011 Maciej Kot zdobył dwa srebrne medale w konkursach indywidualnych. W konkursie drużynowym Polacy (w składzie: Maciej Kot, Jakub Kot i Wojciech Gąsienica-Kotelnicki) zdobyli brązowy medal.
Latem Kamil Stoch zajął 2. miejsce w Letnim Grand Prix w skokach narciarskich 2011, a wysokie miejsca zajęli też Żyła (5.) i Kot (9.).

### Od 2011
Sezon 2011/2012

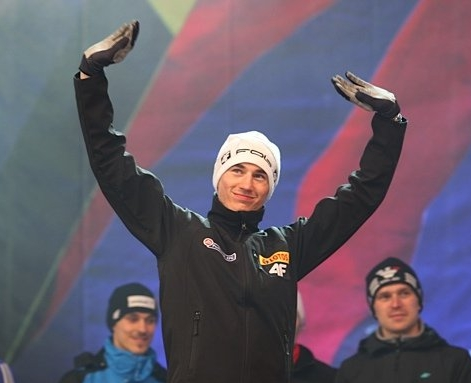
Kamil Stoch w 2011

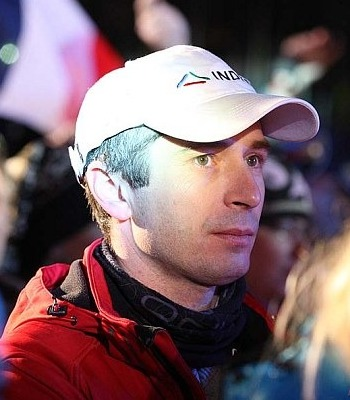
Łukasz Kruczek – w latach 2008–2016 trener reprezentacji skoczków

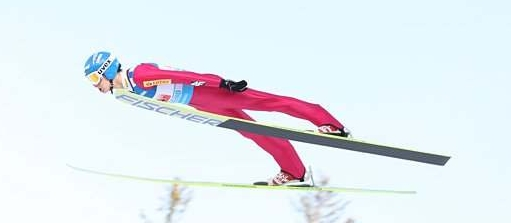
Maciej Kot w 2012

Po zakończeniu kariery przez Adama Małysza liderem polskiej reprezentacji został Kamil Stoch. W sezonie zimowym 2011/2012 siedmiokrotnie stawał na podium w konkursach PŚ (zwycięstwa w Zakopanem i Predazzo). W 60. Turnieju Czterech Skoczni zajął 8. miejsce, na Mistrzostwach Świata w Lotach Narciarskich 2012 był 10, a w klasyfikacji generalnej Pucharu Świata zajął miejsce 5. W trakcie konkursu drużynowego na MŚ w lotach w Vikersund Piotr Żyła ustanowił nowy rekord Polski w długości skoku (232,5 metra).
Podczas Mistrzostw Świata Juniorów 2012 w Erzurum reprezentacja Polski zdobyła dwa srebrne medale – drużynowo (Byrt, Kłusek, Murańka i Zniszczoł) i indywidualnie (Aleksander Zniszczoł).
Sezon 2012/2013

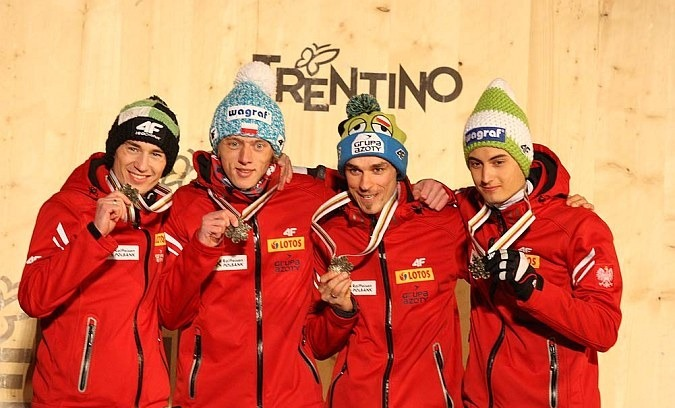
Kamil Stoch, Dawid Kubacki, Piotr Żyła i Maciej Kot – brązowi medaliści MŚ 2013

W sezonie zimowym 2012/2013 Kamil Stoch pięciokrotnie stawał na podium w konkursach PŚ (zwycięstwa w Kuopio i Trondheim). Piotr Żyła był dwukrotnie w pierwszej trójce zawodów (w tym jedno zwycięstwo w Oslo). W 61. Turnieju Czterech Skoczni Stoch zajął 4. miejsce, a podczas konkursu PŚ w Vikersund wyrównał rekord Polski w długości skoku (232,5 metra). Na Mistrzostwach Świata 2013 w Val di Fiemme Stoch zajął 8., a Maciej Kot 11. miejsce w konkursie na skoczni normalnej. 28 lutego 2013 Stoch zdobył złoty medal w konkursie na dużej skoczni – równo dziesięć lat po drugim zwycięstwie Małysza w Val di Fiemme. W konkursie drużynowym Polacy w składzie Stoch, Kot, Żyła i Kubacki zdobyli brązowy medal. Był to pierwszy drużynowy medal polskich seniorów na imprezie rangi mistrzowskiej. Stoch zakończył sezon na trzecim miejscu w klasyfikacji generalnej PŚ, a miejsca w czołowej dwudziestce zajęli też Żyła (15.) i Kot (18.).
Na Mistrzostwach Świata Juniorów 2013 w Libercu Polacy (w składzie: Biegun, Kłusek, Murańka i Zniszczoł) obronili srebrne medale sprzed roku. Indywidualnym wicemistrzem został Klemens Murańka.
Sezon 2013/2014

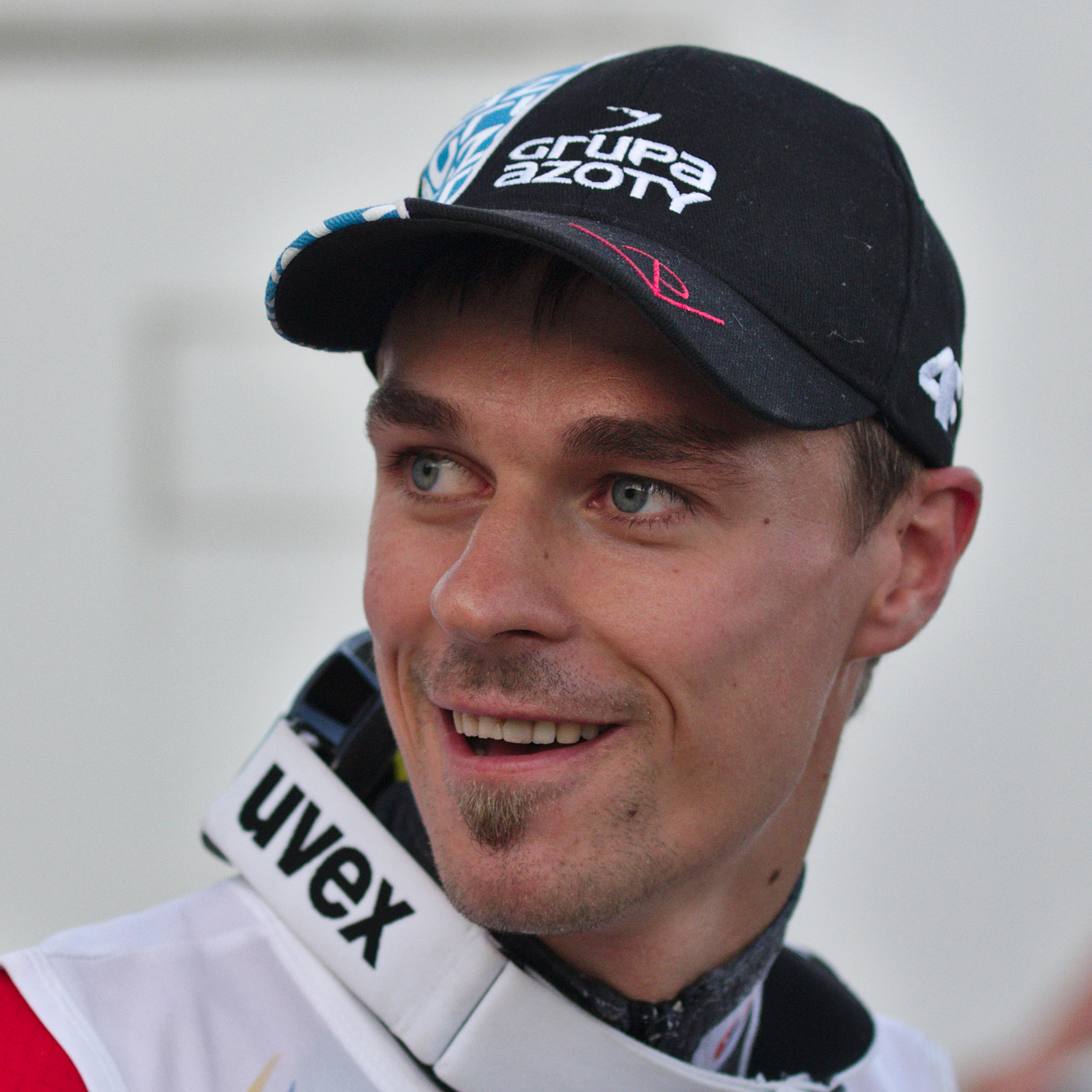
Piotr Żyła w 2014

Sezon zimowy 2013/2014 był pierwszym w historii, w trakcie którego trzech Polaków wygrało konkursy PŚ oraz dwóch Polaków prowadziło w klasyfikacji generalnej PŚ. Kamil Stoch wygrał sześciokrotnie (w Titisee-Neustadt, Engelbergu, dwukrotnie w Willingen, w Lahti i Kuopio), a po jednym zwycięstwie odnieśli Krzysztof Biegun (w Klingenthal) i Jan Ziobro (w Engelbergu). Biegun po zwycięstwie w Klingenthal objął prowadzenie w klasyfikacji PŚ. Jako lider PŚ skakał w dwóch kolejnych konkursach. Kamil Stoch po raz pierwszy został liderem PŚ 21 grudnia 2013 po pierwszym konkursie w Engelbergu. W 62. Turnieju Czterech Skoczni Stoch zajął 7. miejsce, a Maciej Kot był 12. W całym sezonie Stoch był 12 razy na podium w konkursach PŚ, dzięki czemu zdobył pierwszą w karierze Kryształową Kulę.
Podczas Zimowych Igrzysk Olimpijskich 2014 Kamil Stoch zdobył dwa złote medale – najpierw na skoczni normalnej (9 lutego), a następnie na dużej (15 lutego). Był to czwarty przypadek w historii, gdy jeden zawodnik zdobył tytuły mistrzowskie na obu skoczniach podczas jednych igrzysk. Wcześniej dokonali tego Matti Nykänen (w 1988) i dwukrotnie Simon Ammann (w 2002 i 2010). W konkursie drużynowym Polacy (w składzie: Stoch, Kot, Ziobro i Żyła) zajęli 4. miejsce (najlepsze w historii).
Na Mistrzostwach Świata w Lotach Narciarskich 2014 w Harrachovie Stoch zajął 5. miejsce. Konkurs drużynowy nie odbył się.
Podczas Zimowej Uniwersjady 2013 Biegun zdobył złoty medal na dużej skoczni i srebrny na normalnej. Polacy (w składzie: Biegun, Kłusek i Zniszczoł) wywalczyli też złoty medal w konkursie drużynowym. Na Mistrzostwach Świata Juniorów 2014 w Val di Fiemme reprezentacja Polski zdobyła dwa złote medale. Indywidualnym mistrzem został Jakub Wolny, a drugi złoty medal zdobyła drużyna w składzie: Wolny, Zniszczoł, Biegun i Murańka.
Sezon 2014/2015
Sezon zimowy 2014/2015 zaczął się dla polskiej reprezentacji niefortunnie. Kamil Stoch przeszedł operację stawu skokowego i nie wziął udziału w pierwszych dziesięciu konkursach PŚ. Powrócił dopiero na 63. Turniej Czterech Skoczni, gdzie zajął 10. miejsce. W całym sezonie Stoch był 5 razy na podium w konkursach PŚ (w tym zwycięstwa w Zakopanem i Willingen), a w klasyfikacji generalnej zajął 9. miejsce. Drugi najlepszy wynik wśród Polaków osiągnął Piotr Żyła (19. miejsce).
Podczas Mistrzostw Świata 2015 w Falun Polacy (w składzie: Stoch, Żyła, Murańka i Ziobro) zdobyli brązowy medal w konkursie drużynowym. Indywidualnie najlepsze wyniki osiągnęli Ziobro (8. miejsce na normalnej skoczni) i Żyła (9. miejsce na dużej skoczni). Stoch był 17. i 12.
21 marca 2015 podczas serii próbnej przed konkursem drużynowym PŚ w Planicy Kamil Stoch ustanowił nowy rekord Polski w długości skoku (238 metrów).
Sezon 2015/2016
Podczas LGP 2015 najlepsze wyniki osiągnął Kubacki, który wygrał dwa indywidualne konkursy i zajął 5. miejsce w klasyfikacji generalnej. Na 9. miejscu znaleźli się ex aequo Stoch i Żyła.
Sezon zimowy 2015/2016 był dla polskiej reprezentacji nieudany. Żaden z Polaków nie stanął na podium w indywidualnych konkursach PŚ. Największym sukcesem było 3. miejsce reprezentacji Polski w drużynowym konkursie PŚ w Zakopanem. W klasyfikacji generalnej najwyższe miejsca zajęli Stoch (22.), Hula (26.) i Kubacki (29.). Stoch był też najwyżej sklasyfikowanym Polakiem w 64. Turnieju Czterech Skoczni (był 23.). Na Mistrzostwach Świata w Lotach Narciarskich 2016 w Tauplitz/Bad Mitterndorf najlepszy wynik osiągnął Kubacki (15. miejsce). W konkursie drużynowym reprezentacja Polski zajęła 5. miejsce.
Po sezonie Łukasz Kruczek odszedł ze stanowiska trenera reprezentacji Polski. Nowym trenerem został Austriak Stefan Horngacher.
Sezon 2016/2017
W sezonie letnim 2016 Maciej Kot wygrał 5 indywidualnych konkursów i zwyciężył w całym cyklu LGP 2016. Kamil Stoch zajął 3. miejsce.

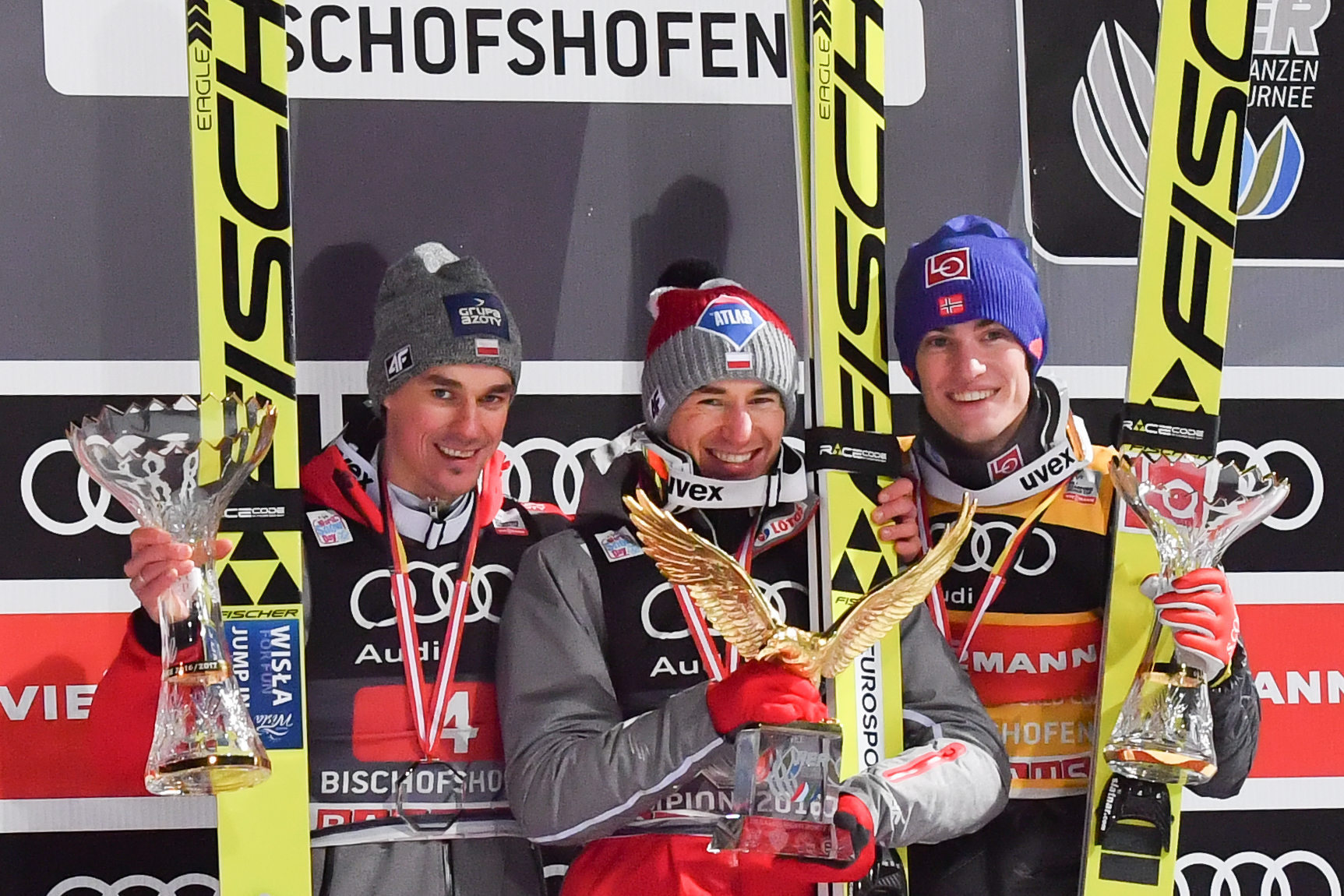
Podium 65. Turnieju Czterech Skoczni – od lewej: Piotr Żyła, Kamil Stoch i Daniel-André Tande

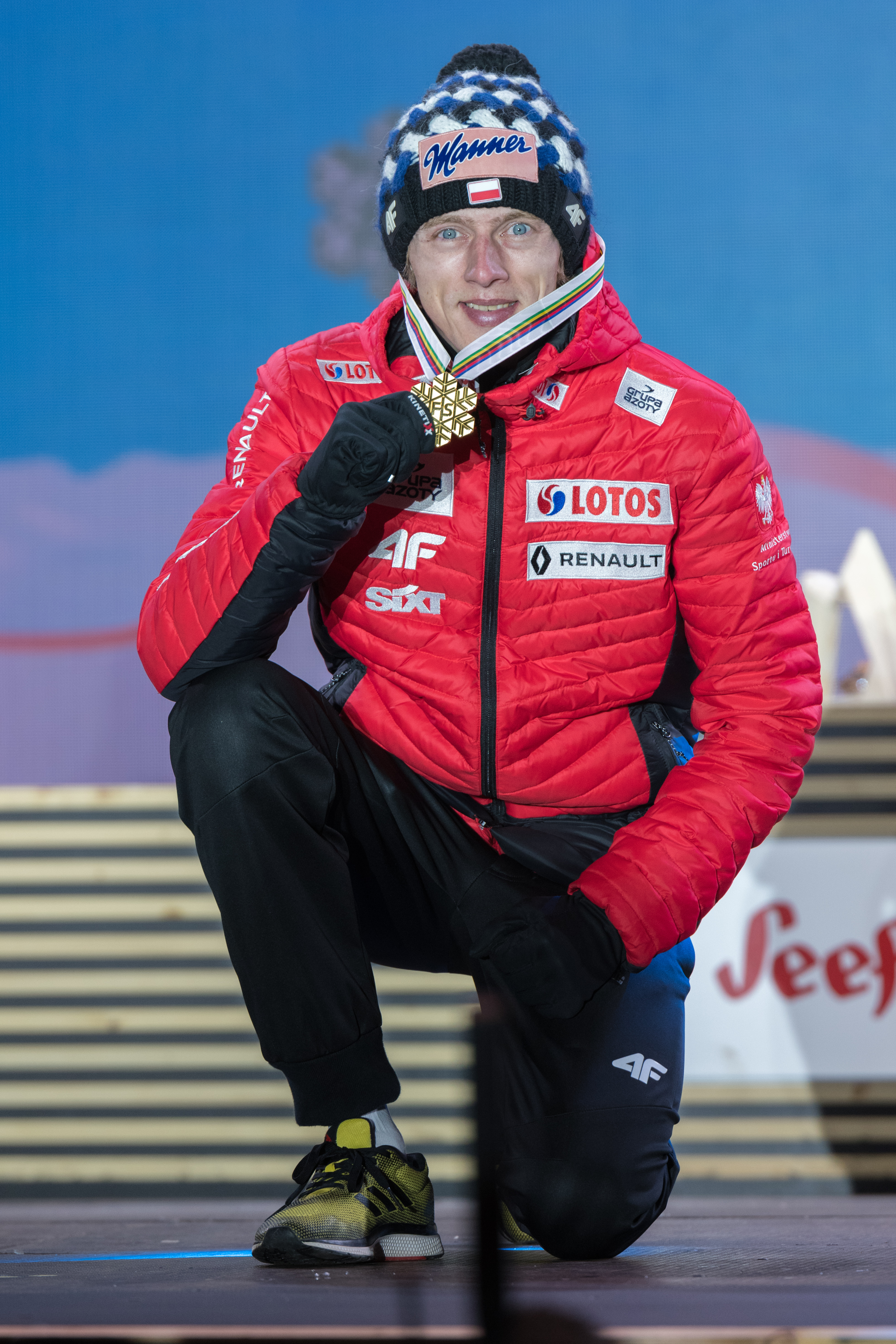
Dawid Kubacki ze złotym medalem MŚ 2019

W sezonie zimowym 2016/2017 polscy zawodnicy odnieśli historyczny sukces podczas 65. Turnieju Czterech Skoczni. Turniej wygrał Kamil Stoch, a 2. miejsce zajął Piotr Żyła. Na 4. miejscu turniej ukończył Maciej Kot, a do podium w klasyfikacji generalnej stracił 7,5 pkt. Stoch został piątym zawodnikiem w historii, który zdobył cztery najważniejsze trofea w skokach narciarskich (indywidualne złote medale ZIO i MŚ, Puchar Świata i zwycięstwo w T4S). Wcześniej dokonali tego Matti Nykänen, Jens Weißflog, Espen Bredesen i Thomas Morgenstern.
Na Mistrzostwach Świata 2017 w Lahti największy sukces indywidualnie odniósł Piotr Żyła, który zdobył brązowy medal na dużej skoczni. Miejsca w czołowej dziesiątce mistrzostw zajęli także: Stoch (4. miejsce na normalnej skoczni, 7. miejsce na dużej), Kot (5. miejsce na normalnej skoczni, 6. miejsce na dużej) i Kubacki (8. miejsce na obu skoczniach). 4 marca 2017 polski zespół (w składzie: Żyła, Kubacki, Kot i Stoch) wygrał konkurs drużynowy na dużej skoczni. Był to pierwszy drużynowy złoty medal reprezentacji Polski na mistrzostwach świata.
W marcu 2017 na skoczniach w Oslo, Lillehammer, Trondheim i Vikersund odbył się cykl zawodów Raw Air 2017. Kamil Stoch zajął w tym turnieju 2. miejsce, a Maciej Kot był 7. 18 marca 2017 w Vikersund Piotr Żyła dwukrotnie poprawiał rekord Polski w długości skoku. W serii próbnej uzyskał 243 m, a w konkursie drużynowym 245,5 m. Skoki dalsze od poprzedniego rekordu uzyskali także Stoch (243 m) i Kot (244,5 m). 25 marca 2017 podczas konkursu drużynowego PŚ w Planicy nowy rekord Polski ustanowił Stoch – uzyskał 251,5 m, co było jednocześnie nowym rekordem Letalnicy.
W klasyfikacji generalnej PŚ najwyższe miejsca z Polaków zajęli Stoch (2.), Kot (5.) i Żyła (11.). Stoch w całym sezonie był 12 razy na podium, w tym siedmiokrotnie na 1. miejscu (w Lillehammer, Bischofshofen, dwukrotnie w Wiśle, w Zakopanem, Sapporo i Vikersund). Dwa zwycięstwa odniósł także Kot (w Sapporo i Pjongczang). Polska drużyna była na podium we wszystkich sześciu konkursach drużynowych PŚ w sezonie (w tym zwycięstwa w Klingenthal i Willingen). Dzięki tym sukcesom reprezentacja Polski po raz pierwszy w historii wygrała klasyfikację Pucharu Narodów.
Sezon 2017/2018
W sezonie letnim 2017 Dawid Kubacki wygrał 5 indywidualnych konkursów i zwyciężył w całym cyklu LGP 2017. Miejsca w czołowej dziesiątce klasyfikacji zajęli też Kot (4.), Żyła (8.) i Hula (10.).
W sezonie zimowym 2017/2018 Kamil Stoch zwyciężył w 66. Turnieju Czterech Skoczni, zostając tym samym dziewiątym skoczkiem w historii, który wygrał dwa turnieje z rzędu (wcześniej dokonali tego Helmut Recknagel, Bjørn Wirkola, Jochen Danneberg, Hubert Neuper, Jens Weißflog, Ernst Vettori, Janne Ahonen i Gregor Schlierenzauer). W trakcie turnieju Stoch zwyciężył we wszystkich czterech konkursach, czym wyrównał osiągnięcie Svena Hannawalda z sezonu 2001/2002. Dawid Kubacki zajął 6. miejsce w klasyfikacji generalnej turnieju.
Na Mistrzostwach Świata w Lotach Narciarskich 2018 w Oberstdorfie Stoch zdobył srebrny medal w konkursie indywidualnym. Był to pierwszy medal zdobyty przez reprezentanta Polski na mistrzostwach świata w lotach od 1979. W konkursie drużynowym reprezentacja Polski (w składzie: Hula, Kubacki, Stoch i Żyła) wywalczyła brązowy medal.
Podczas Zimowych Igrzysk Olimpijskich 2018 Kamil Stoch zdobył złoty medal w konkursie na dużej skoczni. Tym samym został trzecim skoczkiem w historii, który zdobył indywidualne złote medale na dwóch igrzyskach z rzędu. Wcześniej dokonali tego Birger Ruud (1932, 1936) i Matti Nykänen (1984, 1988). Na normalnej skoczni Stoch zajął 4. miejsce. Miejsca w czołowej dziesiątce zawodów osiągnęli również Stefan Hula (5. miejsce na normalnej skoczni) i Dawid Kubacki (10. miejsce na dużej skoczni). W konkursie drużynowym Polacy (w składzie: Kot, Hula, Kubacki i Stoch) zdobyli brązowy medal – pierwszy w historii drużynowych startów reprezentacji Polski na igrzyskach.
W trakcie sezonu Stoch wygrał wszystkie turnieje w ramach PŚ – oprócz Turnieju Czterech Skoczni także Willingen Five 2018, Raw Air 2018 i Planica 7 (2018). Łącznie wygrał 9 konkursów PŚ (w Oberstdorfie, Garmisch-Partenkirchen, Innsbrucku, Bischofshofen, Lahti, Lillehammer, Trondheim i dwukrotnie w Planicy). Dzięki tym wynikom zdobył drugą w karierze Kryształową Kulę. Kubacki i Hula zajęli najwyższe miejsca w klasyfikacji generalnej PŚ w karierze – byli odpowiednio na 9. i 13. miejscu. Reprezentacja Polski była na podium w 6 z 8 konkursów drużynowych PŚ (w tym zwycięstwo w Zakopanem) i zajęła 3. miejsce w klasyfikacji Pucharu Narodów.
Sezon 2018/2019
W sezonie letnim 2018 Piotr Żyła zajął 3. miejsce w klasyfikacji generalnej LGP 2018. Miejsca w czołowej dziesiątce klasyfikacji zajęli też Stoch (4.), Kubacki (8.) i Hula (9.).
W pierwszej części sezonu zimowego 2018/2019 dwóch polskich zawodników zajęło miejsca w czołowej dziesiątce 67. Turnieju Czterech Skoczni – Dawid Kubacki był 4., a Kamil Stoch 6. Na Mistrzostwach Świata 2019 największy sukces polscy skoczkowie odnieśli na skoczni normalnej. Po pierwszej serii zawodów Stoch zajmował 18. miejsce, Kubacki był 27., a Hula 29. W drugiej serii Kubacki oddał najdalszy skok w konkursie i zdobył złoty medal. Stoch zdobył srebro, a Hula przesunął się na 12. miejsce. W konkursie na dużej skoczni najwyższe miejsce z Polaków zajął Stoch (był 5.). Reprezentacja Polski zajęła też 4. miejsce w konkursie drużynowym mężczyzn i 6. miejsce w konkursie drużyn mieszanych. W marcu 2019 trzech polskich skoczków zajęło miejsce w czołowej dziesiątce turnieju Raw Air 2019 – Dawid Kubacki (7.), Jakub Wolny (8.) i Kamil Stoch (9.).
W trakcie sezonu polscy skoczkowie byli 22 razy na podium w zawodach indywidualnych PŚ. Zwycięstwa odnosili Stoch (w Oberstdorfie i Lahti) oraz Kubacki (w Predazzo). Trzech Polaków zajęło miejsca w czołowej piątce klasyfikacji generalnej PŚ – Stoch (3.), Żyła (4.) i Kubacki (5.). W konkursach drużynowych PŚ Polacy odnieśli trzy zwycięstwa (w Wiśle, Willingen i Planicy). Dzięki tym wynikom reprezentacja Polski zdobyła po raz drugi Puchar Narodów.
Po zakończeniu sezonu Stefan Horngacher odszedł ze stanowiska trenera reprezentacji Polski. Jego następcą został Michal Doležal.
Sezon 2019/2020
W sezonie letnim 2019 Dawid Kubacki zwyciężył w LGP 2019. 8. miejsce w klasyfikacji generalnej zajął Piotr Żyła.
W sezonie zimowym 2019/2020 Dawid Kubacki zwyciężył w 68. Turnieju Czterech Skoczni, a Kamil Stoch w Raw Air 2020. Kubacki zajął też 2. miejsce w turnieju Titisee-Neustadt Five 2020. 
W trakcie sezonu Kubacki był na podium w dziesięciu konkursach PŚ z rzędu (rekord wśród polskich zawodników). Polscy skoczkowie odnieśli siedem zwycięstw w zawodach indywidualnych PŚ – po trzy konkursy wygrali Stoch (w Engelbergu, Zakopanem i Lillehammer) i Kubacki (w Bischofshofen i dwukrotnie w Titisee-Neustadt), a jedno zwycięstwo odniósł Piotr Żyła (w Tauplitz/Bad Mitterndorf). Polska drużyna zwyciężyła też w konkursie w Klingenthal. W klasyfikacji generalnej PŚ najwyższe miejsca z Polaków zajęli Kubacki (4.) i Stoch (5.). W Pucharze Narodów reprezentacja Polski zajęła 4. miejsce.
Sezon został skrócony z powodu pandemii COVID-19 – nie odbyły się m.in. Mistrzostwa Świata w Lotach Narciarskich 2020.
Sezon 2020/2021
W sezonie letnim 2020 odbyły się tylko dwa konkursy LGP 2020 (w Wiśle). W obu Polacy zajęli wszystkie miejsca na podium – zwyciężał Dawid Kubacki, drugi był Kamil Stoch, a trzeci – Piotr Żyła. Z powodu zbyt małej liczby konkursów nie przyznano nagrody za zwycięstwo w klasyfikacji generalnej LGP. 
Na początku sezonu zimowego 2020/2021 odbyły się Mistrzostwa Świata w Lotach Narciarskich 2020 w Planicy. W konkursie indywidualnym trzech Polaków zajęło miejsca w czołowej dziesiątce: Żyła (7.), Stoch (8.) i Andrzej Stękała (10.). W konkursie drużynowym reprezentacja Polski (w składzie: Żyła, Stękała, Stoch i Kubacki) zdobyła brązowy medal. Na 69. Turnieju Czterech Skoczni Polacy odnieśli kolejny sukces. Turniej wygrał Stoch, a miejsca w czołowej szóstce klasyfikacji generalnej zajęli też: Kubacki (3.), Żyła (5.) i Stękała (6.). Stoch został piątym skoczkiem w historii, który wygrał TCS przynajmniej 3 razy. Wcześniej dokonali tego: Helmut Recknagel (3), Bjørn Wirkola (3), Jens Weißflog (4) i Janne Ahonen (5). 
Na Mistrzostwach Świata 2021 w Oberstdorfie największy sukces polscy skoczkowie odnieśli na normalnej skoczni. Piotr Żyła zdobył złoty medal, a 5. miejsce zajął Dawid Kubacki. Żyła był też czwarty w konkursie na dużej skoczni. W konkursie drużynowym reprezentacja Polski (w składzie: Żyła, Stękała, Stoch i Kubacki) zdobyła brązowy medal. W konkursie drużyn mieszanych Polska była szósta.
W trakcie sezonu polscy skoczkowie odnieśli cztery zwycięstwa w konkursach indywidualnych PŚ. Trzy razy wygrywał Kamil Stoch (w Innsbrucku, Bischofshofen i Titisee-Neustadt), a raz Dawid Kubacki (w Garmisch-Partenkirchen). W klasyfikacji generalnej PŚ Stoch był trzeci, a miejsca w czołowej dziesiątce zajęli również Żyła (7.) i Kubacki (8.). Reprezentacja Polski była na podium w 3 z 4 konkursów drużynowych w sezonie i zajęła 2. miejsce w klasyfikacji Pucharu Narodów.
Sezon 2021/2022
W sezonie letnim 2021 Dawid Kubacki zajął 2. miejsce w klasyfikacji generalnej LGP 2021. Jakub Wolny był szósty.
Początek sezonu zimowego 2021/2022 był dla reprezentantów Polski nieudany. Na 70. Turnieju Czterech Skoczni najlepszy wynik osiągnął Żyła – był 15. Stoch, który bronił tytułu, wystąpił tylko w dwóch konkursach i ostatecznie zajął 53. miejsce. Podczas Zimowych Igrzysk Olimpijskich 2022 największy sukces wśród Polaków odniósł Dawid Kubacki, który zdobył brązowy medal na skoczni normalnej. Stoch był dwukrotnie w czołowej dziesiątce zawodów (6. miejsce na skoczni normalnej i 4. na dużej). W konkursie drużynowym reprezentacja Polski zajęła szóste miejsce. Na Mistrzostwach Świata w Lotach Narciarskich 2022 najlepszy wynik wśród Polaków osiągnął Jakub Wolny – był 11. W konkursie drużynowym reprezentacja Polski zajęła 5. miejsce.
W trakcie sezonu polscy skoczkowie trzykrotnie stawali na podium indywidualnych konkursów PŚ. W klasyfikacji generalnej PŚ najwyższe miejsca zajęli Żyła (14.) i Stoch (19.). W Pucharze Narodów reprezentacja Polski zajęła 6. miejsce.
Po zakończeniu sezonu Michal Doležal odszedł ze stanowiska trenera reprezentacji Polski. Jego następcą został Thomas Thurnbichler.
Sezon 2022/2023
W sezonie letnim 2022 Dawid Kubacki zwyciężył w klasyfikacji generalnej LGP 2022. Kamil Stoch zajął 3. miejsce, Paweł Wąsek był 4., a Jakub Wolny 10..
Na początku sezonu zimowego 2022/2023 Kubacki objął prowadzenie w klasyfikacji generalnej PŚ i jako lider przystąpił do 71. Turnieju Czterech Skoczni. W turnieju zajął 2. miejsce, przegrywając jedynie z Halvorem Egnerem Granerudem. Miejsca w czołowej piątce zajęli również Żyła (4.) i Stoch (5.).
Na Mistrzostwach Świata 2023 w Planicy polscy skoczkowie zdobyli dwa medale. Żyła obronił tytuł na skoczni normalnej, a Kubacki zdobył brąz na skoczni dużej. Miejsca w czołowej dziesiątce zawodów zajął też Stoch (6. miejsce na normalnej, 4. miejsce na dużej). W konkursie drużynowym Polacy zajęli 4. miejsce.
W trakcie sezonu Dawid Kubacki odniósł sześć zwycięstw w konkursach PŚ (dwa w Wiśle, a po jednym w Titisee-Neustadt, Engelbergu, Innsbrucku i Lillehammer). Przez większość sezonu znajdował się w czołowej trójce klasyfikacji generalnej PŚ, jednak w trakcie Raw Air 2023 wycofał się z dalszych zawodów z powodu stanu zdrowia swojej żony. Ostatecznie w PŚ był czwarty, a 6. miejsce zajął Piotr Żyła. W Pucharze Narodów reprezentacja Polski zajęła 4. miejsce.
Sezon 2023/2024
W sezonie letnim 2023 zorganizowano w Polsce Igrzyska Europejskie 2023. W programie igrzysk znalazły się też zawody w skokach narciarskich w Zakopanem. Dawid Kubacki zdobył złoty medal w konkursie na dużej skoczni. W LGP 2023 trzech polskich zawodników znalazło się w czołowej dziesiątce klasyfikacji generalnej – Żyła (4.), Kubacki (5.) i Zniszczoł (7.).
W sezonie zimowym 2023/2024 najlepsze wyniki wśród polskich skoczków osiągnął Aleksander Zniszczoł. Dwukrotnie stanął na podium konkursów PŚ, zajął 9. miejsce w Raw Air 2024 i był 19. w klasyfikacji generalnej PŚ. Na 72. Turnieju Czterech Skoczni najlepszym z Polaków był Kamil Stoch (15. miejsce), a na Mistrzostwach Świata w Lotach Narciarskich 2024 – Piotr Żyła (6. miejsce).
Sezon 2024/2025
W sezonie letnim 2024 Paweł Wąsek zwyciężył w klasyfikacji generalnej LGP 2024. Dawid Kubacki zajął 8. miejsce.
W sezonie zimowym 2024/2025 najlepsze wyniki wśród polskich skoczków osiągnął Paweł Wąsek. Stanął raz na podium w konkursie PŚ, zajął 8. miejsce w 73. Turnieju Czterech Skoczni i był 14. w klasyfikacji generalnej PŚ. Na Mistrzostwach Świata 2025 w Trondheim najlepszym z Polaków również był Wąsek – zajął 10. miejsce na normalne skoczni i 11. na dużej. Reprezentacja Polski zajęła też 6. miejsce w konkursie drużynowym.
Po zakończeniu sezonu Thomas Thurnbichler odszedł ze stanowiska trenera reprezentacji Polski. Jego następcą został Maciej Maciusiak.

## Historia skoków w Polsce (kobiety)

### Początki

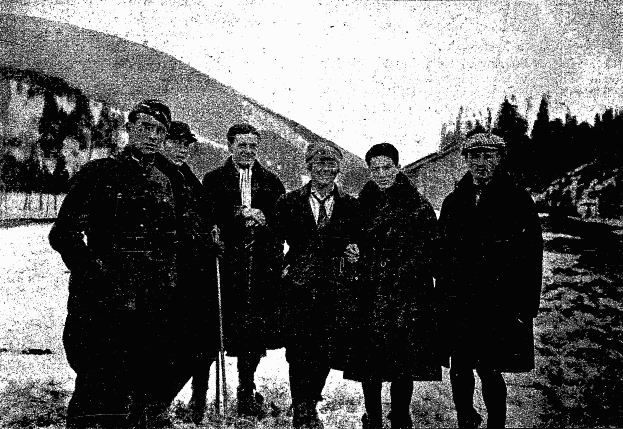
Grupa polskich narciarzy podczas zawodów w Worochcie w 1922 roku. Elżbieta Ziętkiewicz w środku.

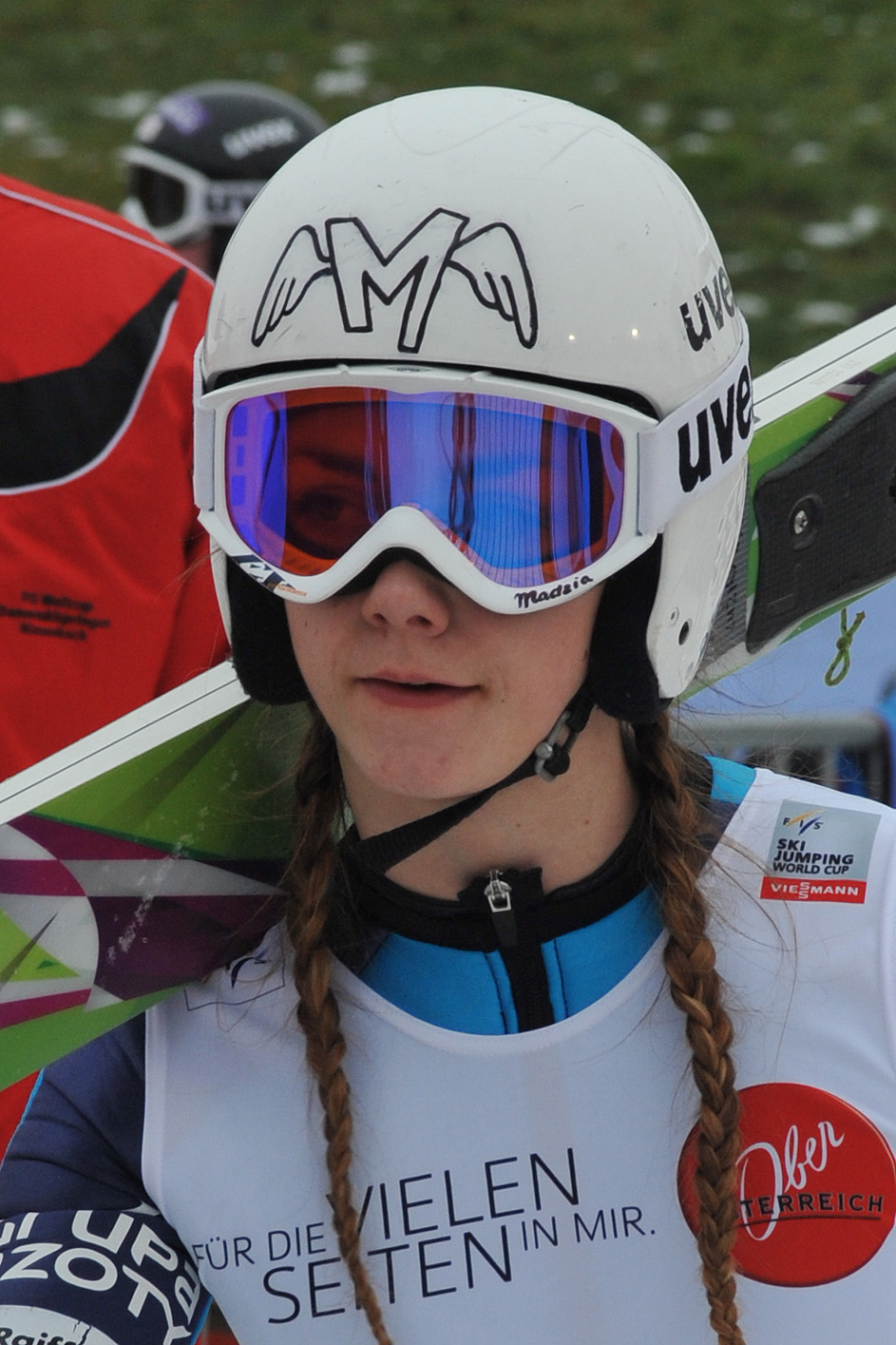
Magdalena Pałasz – pierwsza mistrzyni Polski w skokach narciarskich

Pierwszą Polką i jedną z pierwszych kobiet na świecie uprawiającą skoki narciarskie była Elżbieta Ziętkiewicz. W drugiej dekadzie XX wieku brała udział w konkursach skoków, gdzie osiągała lepsze wyniki od wielu mężczyzn.
Na przełomie XX i XXI wieku nastąpił gwałtowny rozwój skoków kobiet na świecie. W 1999 rozegrano pierwszą edycję FIS Ladies Winter Tournee, a od 2004 organizowany jest Puchar Kontynentalny kobiet w skokach narciarskich. Początkowo polskie zawodniczki nie brały udziału w konkursach międzynarodowych. PZN nie wspierał kobiecych skoków, a o perspektywie startów kobiet sceptycznie wypowiadał się m.in. Adam Małysz.
9 sierpnia 2006 polskie zawodniczki po raz pierwszy wystartowały w zawodach Pucharu Kontynentalnego. Joanna Gawron była 49., a Gabriela Buńda 53. Udział Polek w konkursie był możliwy dzięki wsparciu finansowemu prywatnego sponsora.
20 stycznia 2012 Polki po raz pierwszy w historii zdobyły punkty w Pucharze Kontynentalnym. W konkursie PK w Zakopanem Joanna Szwab była 25., a Joanna Gawron 27.

### Od 2013
W sezonie 2013/2014 po raz pierwszy w historii polskich skoków powołano kobiecą kadrę. Znalazły się w niej Joanna Szwab i Magdalena Pałasz, które zadebiutowały w Pucharze Świata kobiet. Na początku grudnia 2013 w Lillehammer reprezentacja Polski po raz pierwszy wystartowała w konkursie PŚ drużyn mieszanych (gdzie oprócz dwóch zawodniczek w składzie byli Kamil Stoch i Maciej Kot). Reprezentacja Polski zajęła 14. miejsce. W tym samym sezonie Polki wzięły udział w Mistrzostwach Świata Juniorów 2014. Pałasz była 26., a Szwab 37.
1 lutego 2014 w Hinzenbach Pałasz po raz pierwszy w karierze awansowała do drugiej serii konkursu Pucharu Świata (zajęła 28. miejsce), stając się tym samym pierwszą Polką w historii, która zdobyła punkty PŚ. W klasyfikacji generalnej Pucharu Kontynentalnego 2013/2014 Szwab była 14., a Pałasz 17.
11 października 2014 rozegrano pierwszy konkurs o mistrzostwo Polski kobiet. W zawodach wzięło udział 13 zawodniczek, a pierwszą mistrzynią została Pałasz. Srebrny medal zdobyła Joanna Szwab, a brązowy Kinga Rajda.
29 sierpnia 2015 Kinga Rajda została pierwszą polską skoczkinią, która zwyciężyła w zawodach FIS Cup. 19 sierpnia 2017 Kamila Karpiel odniosła pierwsze w historii reprezentacji Polski zwycięstwo w zawodach Pucharu Kontynentalnego kobiet.
W 2019 polskie zawodniczki po raz pierwszy wzięły udział w mistrzostwach świata. Karpiel zajęła 23. miejsce, a Rajda 34. W 2022 polskie zawodniczki po raz pierwszy wzięły udział w zimowych igrzyskach olimpijskich. Rajda zajęła 35. miejsce, a Nicole Konderla była 36.
Podczas Zimowej Uniwersjady 2023 polskie zawodniczki zdobyły pierwsze medale w międzynarodowych zawodach. W konkursie indywidualnym Konderla zdobyła złoty medal, a Rajda – brązowy. W konkursie drużyn mieszanych wystartowały dwa polskie zespoły i oba zajęły miejsca na podium: Konderla i Adam Niżnik – pierwsze; Rajda i Szymon Jojko – trzecie. Polskie zawodniczki zdobyły również dwa medale w konkursie drużynowym: Konderla i Rajda – złote, a Paulina Cieślar i Anna Twardosz – srebrne. Ponadto Konderla wzięła udział w sztafecie mieszanej w kombinacji norweskiej jako przedstawicielka skoków narciarskich. Zdobyła srebrny medal.

## Sukcesy

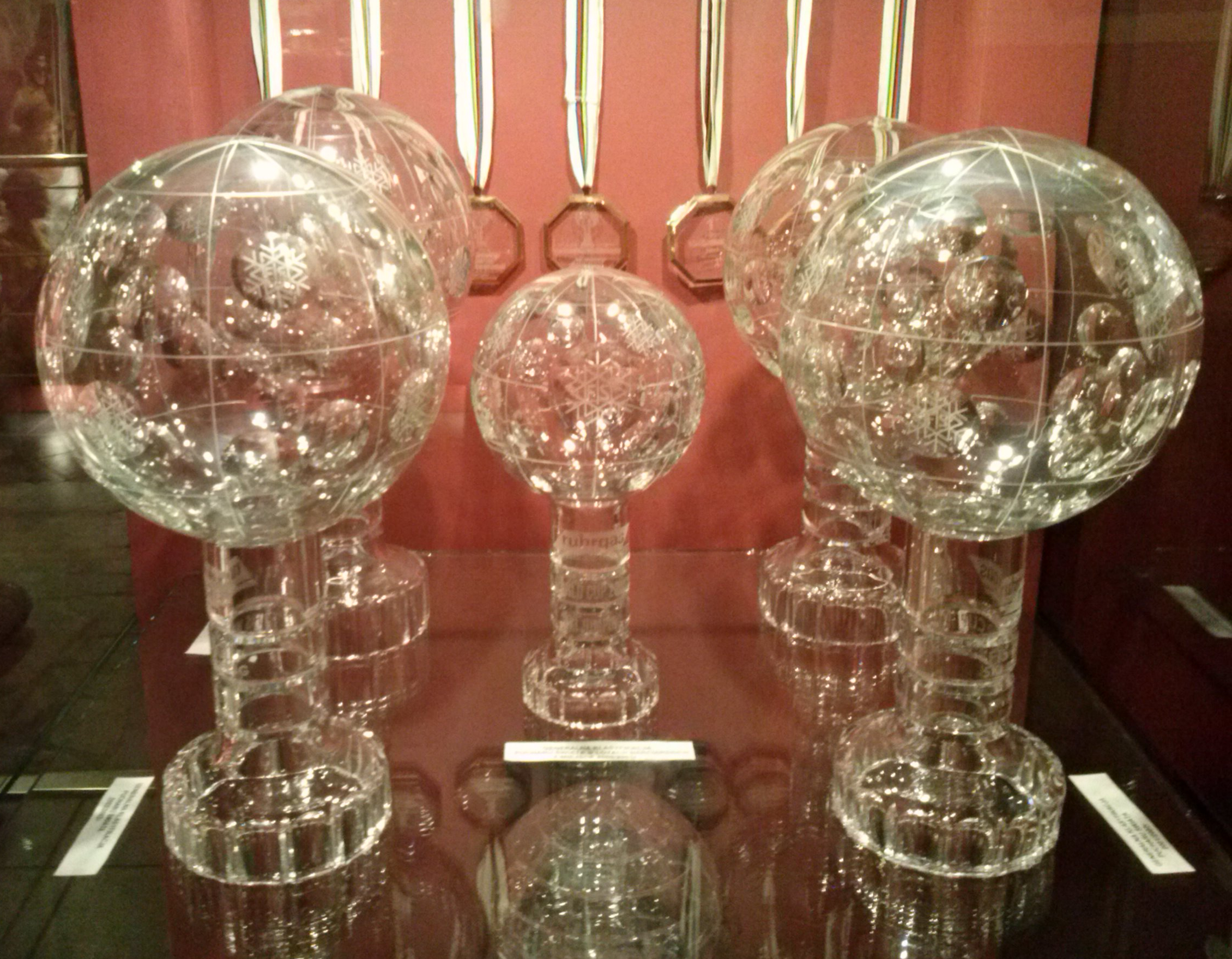
Kryształowe Kule zdobyte przez Adama Małysza

### Zestawienie trofeów
Zestawienie obejmuje medale i miejsca na podium w najważniejszych zawodach i turniejach.

#### Medale
Zimowe igrzyska olimpijskie
| Medale  | Indywidualnie                                                  | Drużynowo                                                  |
| ------- | -------------------------------------------------------------- | ---------------------------------------------------------- |
| Złote   | Kamil Stoch (dwa w 2014, jeden w 2018) Wojciech Fortuna (1972) | Brak                                                       |
| Srebrne | Adam Małysz (jeden w 2002, dwa w 2010)                         | Brak                                                       |
| Brązowe | Adam Małysz (2002) Dawid Kubacki (2022)                        | Maciej Kot, Stefan Hula, Dawid Kubacki, Kamil Stoch (2018) |

Mistrzostwa świata
| Medale  | Indywidualnie | Drużynowo |
| ------- | --- | --- |
| Złote   | Adam Małysz (jeden w 2001, dwa w 2003, jeden w 2007) Piotr Żyła (2021, 2023) Kamil Stoch (2013) Dawid Kubacki (2019) | Maciej Kot, Piotr Żyła, Dawid Kubacki, Kamil Stoch (2017) |
| Srebrne | Stanisław Marusarz (1938) Antoni Łaciak (1962) Adam Małysz (2001) Kamil Stoch (2019)                                 | Brak |
| Brązowe | Stanisław Gąsienica-Daniel (1970) Adam Małysz (2011) Piotr Żyła (2017) Dawid Kubacki (2023)                          | Maciej Kot, Piotr Żyła, Dawid Kubacki, Kamil Stoch (2013) Piotr Żyła, Klemens Murańka, Jan Ziobro, Kamil Stoch (2015) Piotr Żyła, Andrzej Stękała, Kamil Stoch, Dawid Kubacki (2021) |

Mistrzostwa świata w lotach narciarskich
| Medale  | Indywidualnie      | Drużynowo |
| ------- | ------------------ | --- |
| Złote   | Brak               | Brak |
| Srebrne | Kamil Stoch (2018) | Brak |
| Brązowe | Piotr Fijas (1979) | Piotr Żyła, Stefan Hula, Dawid Kubacki, Kamil Stoch (2018) Piotr Żyła, Andrzej Stękała, Kamil Stoch, Dawid Kubacki (2020) |

Mistrzostwa świata juniorów
| Medale  | Indywidualnie                                                        | Drużynowo |
| ------- | -------------------------------------------------------------------- | --- |
| Złote   | Mateusz Rutkowski (2004) Jakub Wolny (2014)                          | Krzysztof Biegun, Klemens Murańka, Jakub Wolny, Aleksander Zniszczoł (2014) |
| Srebrne | Maciej Kot (2009) Aleksander Zniszczoł (2012) Klemens Murańka (2013) | Stefan Hula, Dawid Kowal, Mateusz Rutkowski, Kamil Stoch (2004) Kamil Stoch, Wojciech Topór, Paweł Urbański, Piotr Żyła (2005) Tomasz Byrt, Bartłomiej Kłusek, Klemens Murańka, Aleksander Zniszczoł (2012) Krzysztof Biegun, Bartłomiej Kłusek, Klemens Murańka, Aleksander Zniszczoł (2013) Jan Habdas, Klemens Joniak, Kacper Tomasiak, Marcin Wróbel (2023) |
| Brązowe | Jan Habdas (2023)                                                    | Maciej Kot, Dawid Kowal, Krzysztof Miętus, Łukasz Rutkowski (2008) Jakub Kot, Maciej Kot, Grzegorz Miętus, Andrzej Zapotoczny (2009) Tymoteusz Amilkiewicz, Klemens Joniak, Łukasz Łukaszczyk, Marcin Wróbel (2024) |

Zimowa uniwersjada
| Medale  | Indywidualnie | Drużynowo | Mikst                               |
| ------- | --- | --- | ----------------------------------- |
| Złote   | Łukasz Kruczek (jeden w 1997, jeden w 1999, dwa w 2001) Krzysztof Biegun (2013) Nicole Konderla (2023)                                           | Krzysztof Biegun, Bartłomiej Kłusek, Aleksander Zniszczoł (2013) Nicole Konderla, Kinga Rajda (2023) | Nicole Konderla, Adam Niżnik (2023) |
| Srebrne | Maciej Kot (2011) Andrzej Sztolf (1966) Jarosław Mądry (1989) Bartłomiej Gąsienica-Sieczka (1993) Marcin Bachleda (2009) Krzysztof Biegun (2013) | Marcin Bachleda, Krystian Długopolski, Rafał Śliż (2005) Paulina Cieślar, Anna Twardosz (2023) | Brak                                |
| Brązowe | Andrzej Sztolf (1964) Krystian Długopolski (2003) Kinga Rajda (2023)                                                                             | Bartłomiej Gąsienica-Sieczka, Jarosław Mądry, Stanisław Ustupski (1993) Krystian Długopolski, Łukasz Kruczek, Grzegorz Śliwka (2003) Wojciech Gąsienica-Kotelnicki, Jakub Kot, Maciej Kot (2011) Stanisław Biela, Jakub Kot, Andrzej Zapotoczny (2015) Stanisław Biela, Przemysław Kantyka, Krzysztof Miętus (2017) | Kinga Rajda, Szymon Jojko (2023)    |

#### Klasyfikacje sezonowe
Puchar Świata i Puchar Narodów
| Miejsce  | Indywidualnie (PŚ)                                                                                | Drużynowo (PN)                |
| -------- | ------------------------------------------------------------------------------------------------- | ----------------------------- |
| Pierwsze | Adam Małysz (2000/2001, 2001/2002, 2002/2003, 2006/2007) Kamil Stoch (2013/2014, 2017/2018)       | Polska (2016/2017, 2018/2019) |
| Drugie   | Kamil Stoch (2016/2017)                                                                           | Polska (2020/2021)            |
| Trzecie  | Kamil Stoch (2012/2013, 2018/2019, 2020/2021) Stanisław Bobak (1979/1980) Adam Małysz (2010/2011) | Polska (2010/2011, 2017/2018) |

Letnie Grand Prix
| Miejsce  | Zawodnik                                                                                                   |
| -------- | --- |
| Pierwsze | Dawid Kubacki (2017, 2019, 2020, 2022) Adam Małysz (2001, 2004, 2006) Maciej Kot (2016) Paweł Wąsek (2024) |
| Drugie   | Kamil Stoch (2010, 2011, 2020) Adam Małysz (2007) Dawid Kubacki (2021)                                     |
| Trzecie  | Adam Małysz (2009, 2010) Kamil Stoch (2016, 2022) Piotr Żyła (2018, 2020)                                  |

#### Turnieje
Turniej Czterech Skoczni
| Miejsce  | Zawodnik                                                                                        |
| -------- | ----------------------------------------------------------------------------------------------- |
| Pierwsze | Kamil Stoch (2016/2017, 2017/2018, 2020/2021) Adam Małysz (2000/2001) Dawid Kubacki (2019/2020) |
| Drugie   | Piotr Żyła (2016/2017) Dawid Kubacki (2022/2023)                                                |
| Trzecie  | Adam Małysz (2002/2003) Dawid Kubacki (2020/2021)                                               |

Turniej Nordycki
| Miejsce  | Zawodnik                       |
| -------- | ------------------------------ |
| Pierwsze | Adam Małysz (2001, 2003, 2007) |
| Drugie   | Adam Małysz (2002, 2010)       |
| Trzecie  | Brak                           |

Raw Air
| Miejsce  | Zawodnik                 |
| -------- | ------------------------ |
| Pierwsze | Kamil Stoch (2018, 2020) |
| Drugie   | Kamil Stoch (2017)       |
| Trzecie  | Brak                     |

### Miejsca na podium w konkursach PŚ i LGP
| Zawodnik               | 1. miejsca | 2. miejsca | 3. miejsca | Razem |
| ---------------------- | ---------- | ---------- | ---------- | ----- |
| Adam Małysz            | 39         | 27         | 26         | 92    |
| Kamil Stoch            | 39         | 22         | 19         | 80    |
| Dawid Kubacki          | 11         | 9          | 18         | 38    |
| Piotr Fijas            | 3          | 1          | 6          | 10    |
| Piotr Żyła             | 2          | 7          | 14         | 23    |
| Maciej Kot             | 2          | 1          | 0          | 3     |
| Stanisław Bobak        | 1          | 2          | 1          | 4     |
| Jan Ziobro             | 1          | 0          | 1          | 2     |
| Krzysztof Biegun       | 1          | 0          | 0          | 1     |
| Andrzej Stękała        | 0          | 1          | 0          | 1     |
| Aleksander Zniszczoł   | 0          | 0          | 2          | 2     |
| Janusz Malik           | 0          | 0          | 1          | 1     |
| Tadeusz Fijas          | 0          | 0          | 1          | 1     |
| Paweł Wąsek            | 0          | 0          | 1          | 1     |
| Razem ind.             | 99         | 70         | 90         | 259   |
| Drużynowo (4 skoczków) | 7          | 13         | 12         | 32    |
| Drużynowo (2 skoczków) | 1          | 0          | 0          | 1     |
| Razem ind. i druż.     | 107        | 83         | 102        | 292   |

| Zawodnik               | 1. miejsca | 2. miejsca | 3. miejsca | Razem |
| ---------------------- | ---------- | ---------- | ---------- | ----- |
| Dawid Kubacki          | 14         | 7          | 3          | 24    |
| Adam Małysz            | 13         | 8          | 7          | 28    |
| Kamil Stoch            | 12         | 8          | 8          | 28    |
| Maciej Kot             | 8          | 5          | 1          | 14    |
| Piotr Żyła             | 2          | 8          | 6          | 16    |
| Paweł Wąsek            | 2          | 1          | 0          | 3     |
| Krzysztof Biegun       | 1          | 0          | 1          | 2     |
| Jakub Wolny            | 1          | 0          | 1          | 2     |
| Jan Ziobro             | 0          | 1          | 1          | 2     |
| Aleksander Zniszczoł   | 0          | 1          | 0          | 1     |
| Klemens Murańka        | 0          | 0          | 1          | 1     |
| Łukasz Rutkowski       | 0          | 0          | 1          | 1     |
| Razem ind.             | 53         | 39         | 30         | 122   |
| Drużynowo (4 skoczków) | 7          | 4          | 1          | 12    |
| Drużynowo (2 skoczków) | 0          | 1          | 0          | 1     |
| Razem ind. i druż.     | 60         | 44         | 31         | 135   |

### Polacy, którzy zdobyli punkty w PŚ i LGP

#### Mężczyźni
| Lp. | Zawodnik             | Liczba punktów |
| --- | -------------------- | -------------- |
| 1.  | Kamil Stoch          | 13 715         |
| 2.  | Adam Małysz          | 13 070         |
| 3.  | Piotr Żyła           | 7 202          |
| 4.  | Dawid Kubacki        | 6 525          |
| 5.  | Maciej Kot           | 2 514          |
| 6.  | Aleksander Zniszczoł | 1 231          |
| 7.  | Stefan Hula          | 1 134          |
| 8.  | Paweł Wąsek          | 971            |
| 9.  | Jakub Wolny          | 816            |
| 10. | Robert Mateja        | 754            |
| 11. | Andrzej Stękała      | 597            |
| 12. | Jan Ziobro           | 500            |
| 13. | Klemens Murańka      | 455            |
| 14. | Wojciech Skupień     | 404            |
| 15. | Piotr Fijas          | 374*           |
| 16. | Krzysztof Miętus     | 222            |
| 17. | Marcin Bachleda      | 179            |
| 18. | Stanisław Bobak      | 145*           |
| =   | Krzysztof Biegun     | 145            |
| 20. | Łukasz Rutkowski     | 108            |
| 21. | Rafał Śliż           | 55             |
| 22. | Jan Habdas           | 48             |
| 23. | Tomasz Pochwała      | 42             |
| 24. | Łukasz Kruczek       | 32             |
| =   | Tomasz Pilch         | 32             |
| 26. | Jan Kowal            | 27*            |
| 27. | Stanisław Pawlusiak  | 22*            |
| =   | Tomisław Tajner      | 22             |
| 29. | Grzegorz Miętus      | 20             |
| 30. | Janusz Malik         | 18*            |
| =   | Kacper Juroszek      | 18             |
| 32. | Mateusz Rutkowski    | 17             |
| 33. | Tadeusz Fijas        | 15*            |
| 34. | Zbigniew Malik       | 9*             |
| =   | Wojciech Tajner      | 9              |
| 36. | Krystian Długopolski | 6              |
| =   | Marek Gwóźdź         | 6              |
| 38. | Andrzej Kowalski     | 4*             |
| 39. | Tomasz Byrt          | 2              |
| 40. | Zbigniew Klimowski   | 1*             |

| Lp. | Zawodnik             | Liczba punktów |
| --- | -------------------- | -------------- |
| 1.  | Kamil Stoch          | 3 631          |
| 2.  | Dawid Kubacki        | 3 594          |
| 3.  | Adam Małysz          | 3 208          |
| 4.  | Maciej Kot           | 2 692          |
| 5.  | Piotr Żyła           | 2 397          |
| 6.  | Jakub Wolny          | 940            |
| 7.  | Stefan Hula          | 931            |
| 8.  | Paweł Wąsek          | 653            |
| 9.  | Aleksander Zniszczoł | 622            |
| 10. | Klemens Murańka      | 496            |
| 11. | Jan Ziobro           | 482            |
| 12. | Wojciech Skupień     | 359            |
| 13. | Krzysztof Biegun     | 301            |
| 14. | Rafał Śliż           | 288            |
| 15. | Krzysztof Miętus     | 241            |
| 16. | Łukasz Rutkowski     | 236            |
| 17. | Kacper Juroszek      | 230            |
| 18. | Bartłomiej Kłusek    | 198            |
| 19. | Marcin Bachleda      | 192            |
| 20. | Andrzej Stękała      | 118            |
| 21. | Tomasz Pilch         | 107            |
| 22. | Krystian Długopolski | 79             |
| 23. | Tomasz Byrt          | 72             |
| 24. | Robert Mateja        | 42             |
| 25. | Mateusz Rutkowski    | 22             |
| =   | Jarosław Krzak       | 22             |
| 27. | Łukasz Kruczek       | 19             |
| 28. | Grzegorz Miętus      | 16             |
| 29. | Krzysztof Leja       | 13             |
| =   | Marcin Wróbel        | 13             |
| 31. | Przemysław Kantyka   | 11             |
| 32. | Tomasz Pochwała      | 8              |
| =   | Jan Habdas           | 8              |
| =   | Adam Niżnik          | 8              |
| 35. | Klemens Joniak       | 7              |
| 36. | Jakub Kot            | 5              |
| 37. | Andrzej Galica       | 4              |

#### Kobiety
| Lp. | Zawodniczka      | Liczba punktów |
| --- | ---------------- | -------------- |
| 1.  | Kinga Rajda      | 138            |
| 2.  | Anna Twardosz    | 96             |
| 3.  | Nicole Konderla  | 25             |
| 4.  | Kamila Karpiel   | 10             |
| 5.  | Magdalena Pałasz | 3              |
| =   | Pola Bełtowska   | 3              |

| Lp. | Zawodniczka       | Liczba punktów |
| --- | ----------------- | -------------- |
| 1.  | Anna Twardosz     | 186            |
| 2.  | Nicole Konderla   | 131            |
| 3.  | Kinga Rajda       | 107            |
| 4.  | Pola Bełtowska    | 87             |
| 5.  | Natalia Słowik    | 23             |
| 6.  | Kamila Karpiel    | 12             |
| 6.  | Magdalena Pałasz  | 12             |
| 6.  | Joanna Szwab      | 12             |
| 9.  | Wiktoria Przybyła | 6              |
| 10. | Paulina Cieślar   | 2              |

## Reprezentacja i kluby

### Reprezentacja

#### Reprezentacje w sezonie 2023/2024
W sezonie 2023/2024 PZN powołał trzy reprezentacje mężczyzn i jedną kobiet:
Mężczyźni
| Kadra Narodowa A Mężczyzn Trener: Thomas Thurnbichler Asystenci trenera: Marc Nölke, Krzysztof Miętus, Mathias Hafele Zawodnicy: - Kacper Juroszek - Dawid Kubacki - Kamil Stoch - Paweł Wąsek - Aleksander Zniszczoł - Piotr Żyła | Kadra Narodowa B Mężczyzn Trener: Maciej Maciusiak Asystent trenera: Radek Žídek Zawodnicy: - Jan Habdas - Szymon Jojko - Maciej Kot - Jarosław Krzak - Klemens Murańka - Adam Niżnik - Tomasz Pilch - Andrzej Stękała - Jakub Wolny | Kadra Narodowa Juniorów Trener: Daniel Kwiatkowski Trenerzy klubowi: Mariusz Chrapek, Sławomir Hankus, Robert Mateja, Grzegorz Miętus Zawodnicy: Nie podano |

Kobiety
Kadra Narodowa A Kobiet
Trener: Harald Rodlauer

Asystenci trenera: Marcin Bachleda i Stefan Hula
Zawodniczki:
- Paulina Cieślar
- Nicole Konderla
- Wiktoria Przybyła
- Anna Twardosz

### Kluby
Według danych z kwietnia 2016 roku aktywne licencje zawodnicze Polskiego Związku Narciarskiego uprawniające do startów w zawodach skoków narciarskich i kombinacji norweskiej rozgrywanych pod egidą PZN'u (PZN wydaje wspólne licencje dla obu tych dyscyplin) posiadają 224 osoby. Zawodnicy posiadający licencje reprezentują następujące kluby sportowe:
- AZS Zakopane
- AZS-AWF Katowice
- KS Chochołów
- KS Eve-nement Zakopane
- LKS Klimczok Bystra
- LKS Olimpia Goleszów
- LKS Poroniec Poronin
- LUKS Luks-ski Lubawka
- PKS Olimpijczyk Gilowice
- SSR LKS Sokół Szczyrk
- TKKF Dzikusy Łódź
- UKS Sołtysianie Stare Bystre
- TS Wisła Zakopane
- WSS Wisła
- WKS Zakopane
- ZTS Zakucie Zagórz

## Zawody w Polsce

### Zawody międzynarodowe
Dotychczas w Polsce trzykrotnie odbyły się mistrzostwa świata w narciarstwie klasycznym (w Zakopanem w 1929, 1939 i 1962), dwukrotnie mistrzostwa świata juniorów w narciarstwie klasycznym (w 2001 w Karpaczu i w 2008 w Zakopanem) i dwukrotnie zawody zimowej uniwersjady (w Zakopanem w 1993 i 2001).
W dwóch polskich miastach organizowane są konkursy Pucharu Świata. Zawody PŚ w Zakopanem odbywają się (z przerwami) od 1980, a w zawody PŚ w Wiśle od 2013.
Na polskich skoczniach organizowane są też konkursy Letniego Grand Prix w skokach narciarskich. Od 2010 zawody LGP odbywają się w Wiśle. W przeszłości konkursy LGP były organizowane w Zakopanem (2004–2011, 2019) i w Szczyrku (2011). W 2011 na skoczniach w Zakopanem, Wiśle i Szczyrku rozegrano Lotos Poland Tour.

### Mistrzostwa Polski
Mistrzostwa Polski podzielone są na zawody zimowe i letnie. MP mężczyzn odbywają się od 1920 (zima) i 1996 (lato), a kobiet od 2014 (lato) i 2016 (zima). Nieregularnie organizuje się też konkursy drużynowe mężczyzn (zimą i latem).
Aktualni mistrzowie Polski:
| Sezon  | Zawody            | Miejsce i rok | Mistrz         | Uwagi                                 |
| ------ | ----------------- | ------------- | -------------- | ------------------------------------- |
| Zimowy | Skocznia duża     | Zakopane 2025 | Paweł Wąsek    | –                                     |
| Zimowy | Skocznia normalna | Szczyrk 2011  | Kamil Stoch    | Po 2011 zawody nie były organizowane. |
| Zimowy | Konkurs drużynowy | Wisła 2016    | AZS Zakopane   | Po 2016 zawody nie były organizowane. |
| Letni  | Skocznia duża     | Wisła 2025    | Kamil Stoch    | –                                     |
| Letni  | Skocznia normalna | Zakopane 2024 | Klemens Joniak | –                                     |
| Letni  | Konkurs drużynowy | Zakopane 2024 | WSS Wisła I    | W 2025 konkurs nie był organizowany.  |
| Letni  | Konkurs duetów    | Wisła 2025    | WSS Wisła I    | –                                     |

Aktualne mistrzynie Polski:
| Sezon  | Miejsce i rok | Mistrzyni     | Uwagi |
| ------ | ------------- | ------------- | ----- |
| Zimowy | Zakopane 2025 | Anna Twardosz | –     |
| Letni  | Wisła 2025    | Anna Twardosz | –     |

### Ogólnopolska Olimpiada Młodzieży
Skoki narciarskie są jedną z dyscyplin zimowej Ogólnopolskiej Olimpiady Młodzieży. Zawodnicy rywalizują w dwóch kategoriach wiekowych – junior A oraz junior B (od 1996), a także w konkursach drużynowych (od 2000). W tych dwóch kategoriach organizowane są na ogół dwa konkursy na różnych skoczniach.

### Lotos Cup i Orlen Cup
Lotos Cup to cykl zawodów organizowany od 2005 w ramach Programu Rozwoju Skoków Narciarskich Lotos Szukamy Następców Mistrza, powstałego rok wcześniej. Rywalizują w nich młodzi skoczkowie w różnych kategoriach wiekowych. Początkowo istniały trzy kategorie (junior B, C i D). W 2008 cykl rozszerzono o juniorów E oraz o juniorki, a w 2011 o juniorów A. W 2012 wprowadzono zawody dla seniorów i dziewcząt młodszych. W 2022 roku podjęto decyzję o zmianie nazwy na Orlen Cup.

### Inne
W Goleszowie co roku sezon letni tradycyjnie rozpoczyna Memoriał Leopolda Tajnera, w którym biorą udział młodzi skoczkowie. Zawody mikołajkowe rozgrywane są w okolicach grudnia na skoczniach K 30 i K 17 (podobnie jak Memoriał).
Inne krajowe zawody, jakie odbywają się w Polsce: Liga Szkolna, Puchar Wisły, Puchar Szczyrku, Młode Talenty, Puchar Chrunchips i inne.

### Dawniej
W przeszłości dużym zainteresowaniem cieszyły się konkursy skoków podczas Memoriału Bronisława Czecha i Heleny Marusarzówny (organizowane w latach 1946–1994), Pucharu Beskidów (1958–1989) i Pucharu Przyjaźni (1965–1984). W latach 2005–2007 rozgrywano w Polsce zawody o Puchar Doskonałego Mleka – w kategorii seniorskiej i pięciu kategoriach juniorskich, a także w kombinacji norweskiej (2007).

## Skocznie narciarskie w Polsce

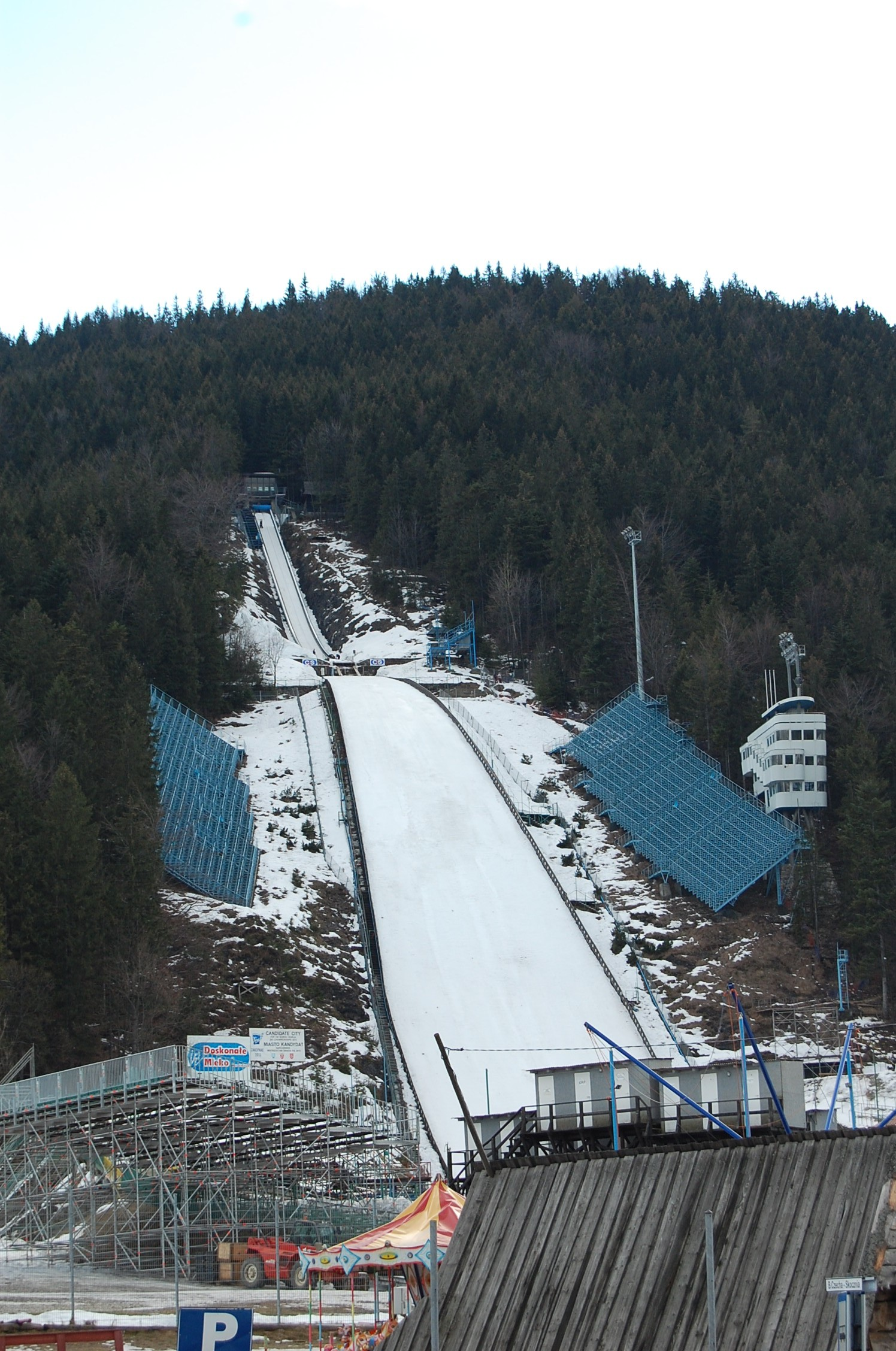
Wielka Krokiew w Zakopanem im. Stanisława Marusarza

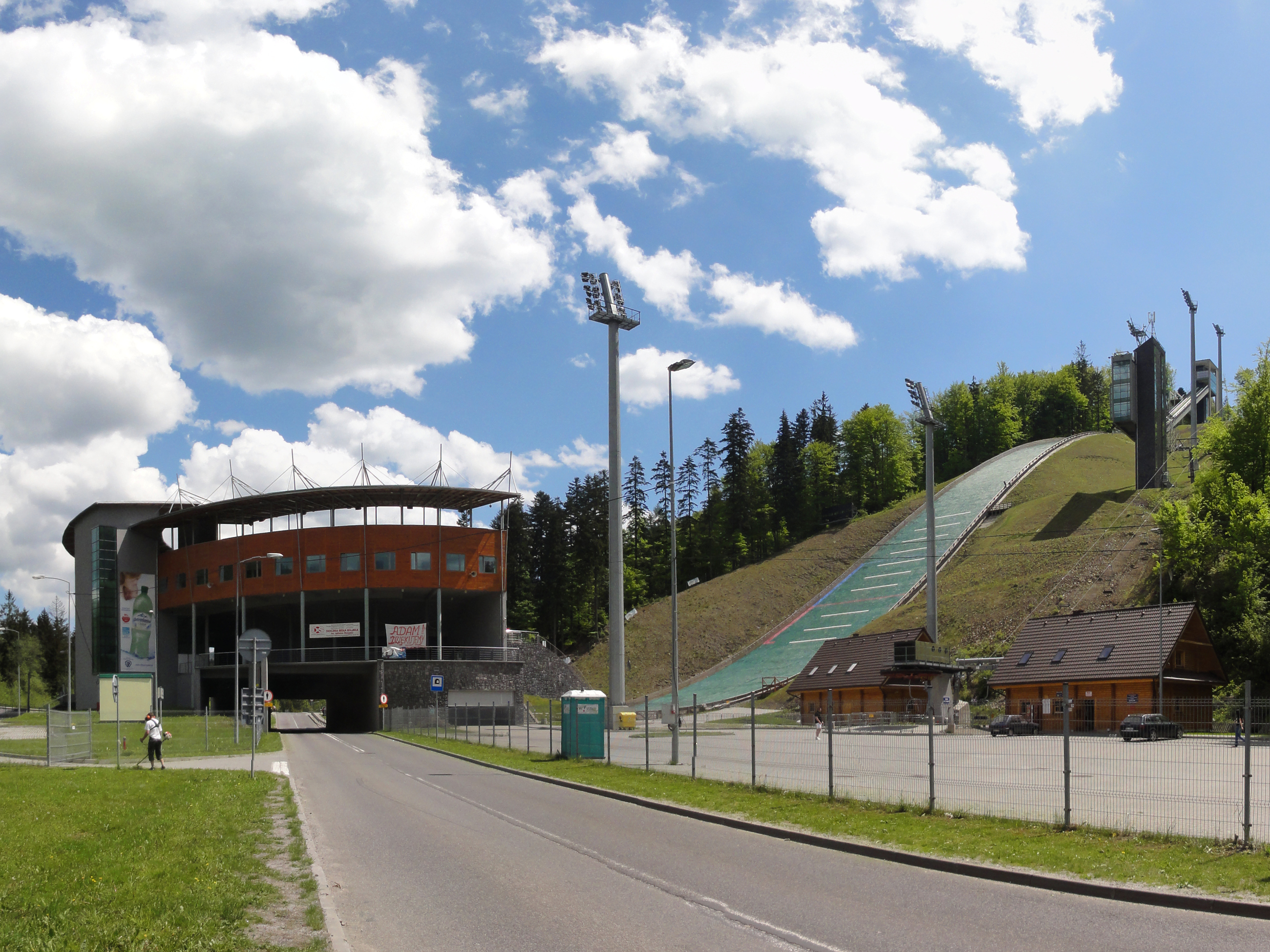
Skocznia w Wiśle im. Adama Małysza

### Skocznie duże
Wielka Krokiew (Zakopane)
Wielka Krokiew (K 120, HS 140, oficjalny najdłuższy skok: 147 m – Yukiya Satō) – największa skocznia narciarska w Polsce. Posiada igelit oraz sztuczne oświetlenie. Zbudowana w 1925. Nosi imię Stanisława Marusarza. Na przestrzeni lat zorganizowano na niej:
- mistrzostwa świata (1929, 1939, 1962),
- uniwersjadę (2001),
- Puchar Świata (1980, 1990, 1996, 1998–1999, od 2002 corocznie),
- Letnie Grand Prix (2004–2009, 2011),
- zawody o Puchar Kontynentalny, Puchar Świata w kombinacji norweskiej i Puchar Świata B w kombinacji norweskiej.

Skocznia narciarska im. Adama Małysza, dawniej Malinka (Wisła)
Skocznia narciarska im. Adama Małysza (K 120, HS 134, najdłuższy skok: 139,0) – druga, duża skocznia narciarska w Polsce, przebudowana w 2008 roku. Na przestrzeni lat zorganizowano na niej:
- Puchar Świata (od 2013 corocznie),
- Letnie Grand Prix (od 2010 corocznie),
- Puchar Kontynentalny.

### Skocznie normalne
Skalite (Szczyrk)
Skalite (K 95, HS 106, najdłuższy skok: 116 m) – trzecia co do wielkości skocznia narciarska w Polsce. Zbudowana w 1937, gruntownie zmodernizowana w 2008 na Mistrzostwa Świata juniorów (ostatecznie przeniesione do Zakopanego). Na przestrzeni lat zorganizowano na niej:
- Letnie Grand Prix (2011),
- Puchar FIS (2008),
- zawody Olimpijskiego Festiwalu Młodzieży Europy 2009, FIS Cup, LPK kobiet i MŚ weteranów.

Krucza Skała (Lubawka)
Skocznia narciarska na Kruczej Skale (K 85, HS 94, najdłuższy skok: 97,5 m) – jedna z czterech skoczni normalnych w Polsce. Powstała w 1924. W 2003 na skoczni odbył się konkurs IX Ogólnopolskiej Olimpiady Młodzieży. Obecnie nie organizuje się na niej zawodów międzynarodowych.
Średnia Krokiew (Zakopane)
Średnia Krokiew (K 85, HS 94, najdłuższy skok: 94,0 m) – skocznia należąca do kompleksu Średniej Krokwi, położonego w pobliżu Wielkiej Krokwi w Zakopanem. Kompleks nosi imię Bronisława Czecha. Na przestrzeni lat zorganizowano na niej:
- mistrzostwa świata (1962),
- zawody PŚ (1980),
- uniwersjadę (1993, 2001),
- Mistrzostwa Świata Juniorów 2008 i 2022,
- Puchar Kontynentalny, Puchar FIS.

Orlinek (Karpacz)
Orlinek (K 85, HS 94, najdłuższy skok: 94,5 m) – skocznia zbudowana w 1979. Na przestrzeni lat zorganizowano na niej:
- Mistrzostwa Świata Juniorów 2001,
- Puchar Świata B w kombinacji norweskiej.

## Skoki w mediach
Od czasu sukcesów Adama Małysza znacząco wzrosło zainteresowanie skokami przez media (efekt małyszomanii). Od sezonu 2000/2001 Telewizja Polska transmituje na żywo wszystkie konkursy Pucharu Świata (wcześniej TVP transmitowało jedynie zawody Turnieju Czterech Skoczni, PŚ w Zakopanem oraz Zimowe Igrzyska Olimpijskie i Mistrzostwa Świata). Transmisje z konkursów Puchar Świata dostępne są również w telewizji Eurosport. Sporadycznie są też nadawane relacje z zawodów w Polskim Radiu i w radiu TakSięGra FM. Po roku 2000 powstało wiele stron internetowych poświęconych skokom narciarskim.
Ze względu na sukcesy Adama Małysza i Kamila Stocha transmisje konkursów gromadzą przed telewizorami wielomilionową widownię. Rekordową oglądalność przyniosły dwa konkursy podczas Zimowych Igrzysk Olimpijskich 2002 – każdy z nich oglądało 20 milionów telewidzów (średnio 11 i 13 milionów).